# Damhirsch
Der Damhirsch (Dama dama), in der Jägersprache Damwild genannt, ist ein mittelgroßer Hirsch. Charakteristisch ist das Schaufelgeweih der männlichen Tiere und das häufig gefleckte Sommerfell. Damhirsche sind tag- und nachtaktiv und leben bevorzugt in offenen Landschaften, in denen sich kleine Waldpartien mit landwirtschaftlichen Flächen abwechseln. Damhirsche besetzen häufig feste, über Jahrzehnte bestehende Brunftplätze, auf denen sie sich alljährlich einfinden.
Nach der letzten Kaltzeit war das Vorkommen des Damhirschs wahrscheinlich auf Vorderasien einschließlich Kleinasien beschränkt, bevor er spätestens durch die Römer in viele Regionen Europas eingeführt wurde. Eng verwandte Vorgängerformen waren jedoch häufig Bestandteil pleistozäner europäischer Warmzeitfaunen. Dadurch und durch die frühe Einführung bedingt, kann der Damhirsch als prähistorisch in vielen Regionen Europas heimisch betrachtet werden. Heute ist er in vielen Regionen Europas beheimatet, weil er vor allem während der Zeit des Absolutismus von Landesherren als weiteres jagdbares Hochwild eingeführt wurde. Die größten Bestände an Damhirschen werden in Großbritannien verzeichnet. Nach wie vor wird der Damhirsch in einigen Regionen in großen Gattern gehegt. Der Damhirsch kommt mittlerweile auch außerhalb Eurasiens vor und spielt auch in der Wildtierhaltung zur Fleischerzeugung eine große Rolle.
Der Mesopotamische Damhirsch galt früher als Unterart des Damhirschs. Sowohl in aktuellen Systematiken als auch bei der IUCN wird er aber heute als eigenständige Art anerkannt.

## Merkmale

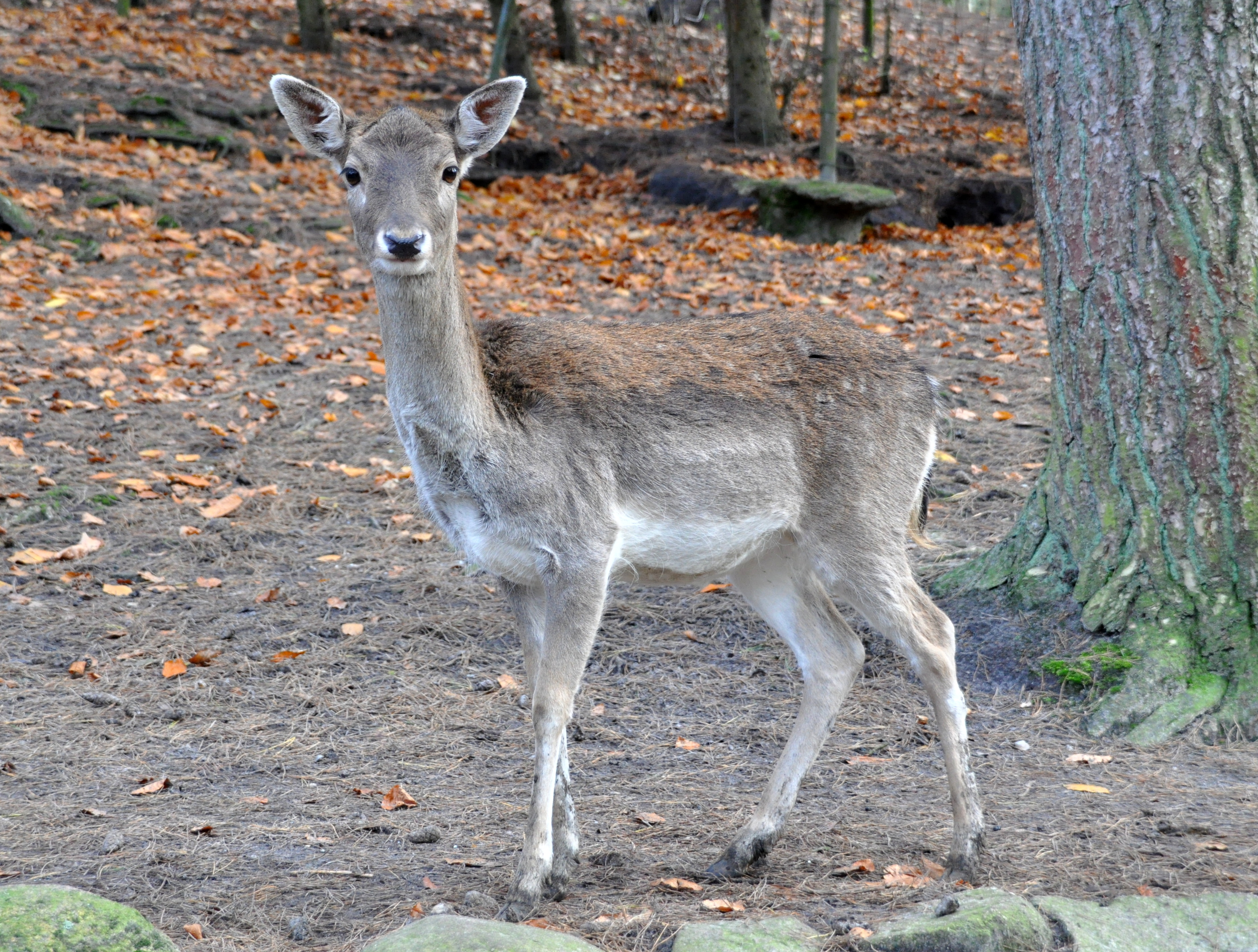
Weibchen (auch Kahlwild oder Hirschkuh genannt) im Winterhaarkleid

Der Damhirsch ist deutlich größer als das Reh, aber kleiner und vor allem leichter als ein Rothirsch. Die europäische Unterart hat eine Kopf-Rumpflänge von 120 bis 140 Zentimetern, einen etwa 20 Zentimeter langen Wedel (Schwanz) und eine Schulterhöhe von 80 bis 100 Zentimetern. Das Gewicht variiert bei den Männchen gewöhnlich zwischen 53 und 90 Kilogramm, sehr schwere Männchen erreichen im Ausnahmefall auch ein Gewicht von 110 Kilogramm.
Die Männchen des etwas größeren Mesopotamischen Damhirschs können Kopf-Rumpf-Längen von über zwei Metern erreichen. Die Weibchen wiegen dagegen zwischen 35 und 55 Kilogramm.
Das Gewicht der männlichen Tiere schwankt im Jahresverlauf erheblich; sie nehmen während der sogenannten Feist stark zu, verlieren aber in der Brunft bis zu 27 Prozent ihres Körpergewichts.
Bei Weibchen sind die jahreszeitlichen Schwankungen weniger ausgeprägt, das Gewicht schwankt im Jahresverlauf etwa um sieben Kilogramm. Es erreicht den Minimalwert zwischen Januar und April und den Maximalwert zwischen September und November.
Weibchen haben einen ebenmäßigen, leichten Körperbau und unterscheiden sich vor allem durch ihre Gangart und ihren langen Schwanz, der ständig in Bewegung ist, auffällig von den ansonsten ähnlich gebauten (Rot)Hirschkühen. Das Männchen ist im Vergleich zum männlichen Rothirsch plumper und gedrungener gebaut. Es hat einen kürzeren Hals, kürzere und weniger starke Beine, deutlichere Tränengruben und ein mit runder Stange und Augsprosse versehenes, oben schaufelförmiges Geweih mit Sprossen am hinteren Rand. Der Kehlkopf ist bei adulten männlichen Damhirschen gut sichtbar, er befindet sich etwa 15 Zentimeter unterhalb des Kiefers.
Die Bauchpartie wölbt sich verhältnismäßig stark nach unten. Der sogenannte „Pinsel“ – das Haarbüschel, welches den Penis umgibt – ist bereits bei Jungtieren ab Ende August deutlich erkennbar.
Nach der Feistzeit im Spätsommer weisen Damhirsche durch die Speicherung von Vorratsfett häufig am Hals einen starken Fettansatz auf, der sich sogar zu „Speckfalten“ wölben kann.
Die Augen sind bernsteingelb bis braungelb. Die Schalen (Hufe) sind schwarz.

### Haarkleid

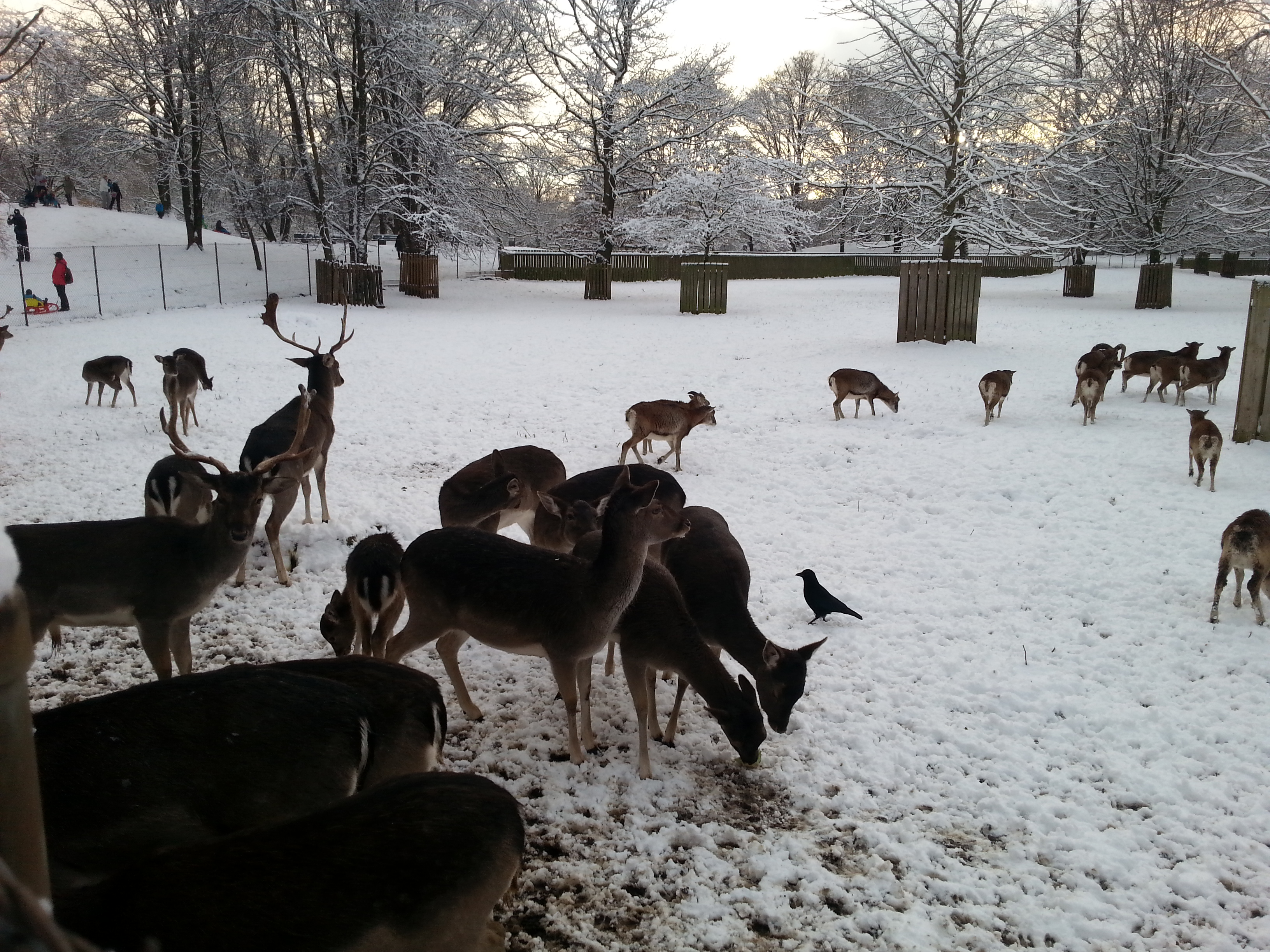
Winterfell

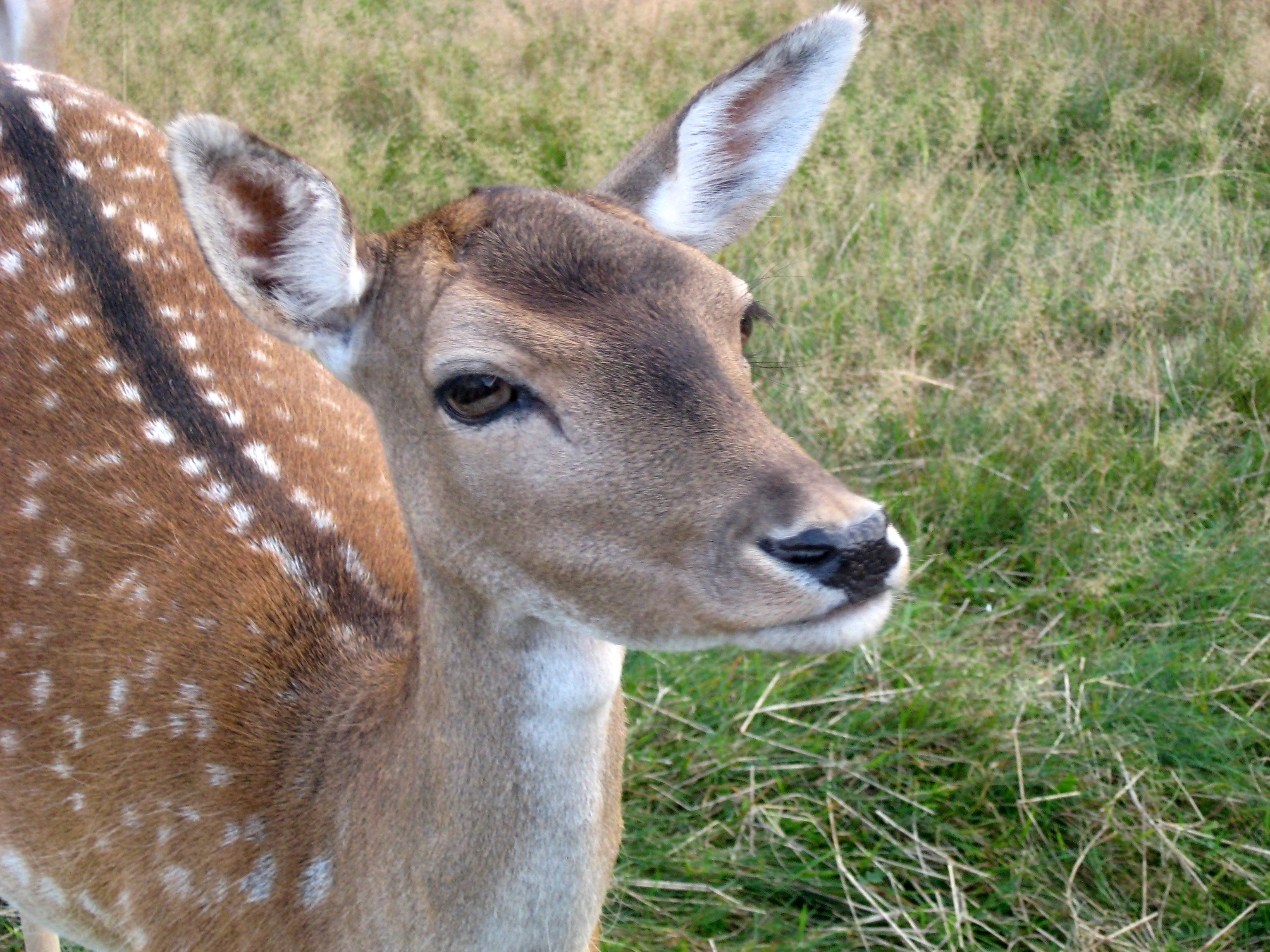
Deutlich erkennbarer Aalstrich bei einem Weibchen im Sommerhaarkleid

Die Haarfärbung ist jahreszeitlich und individuell sehr variabel. Bei normal gefärbten Individuen ist das Sommerhaarkleid hell-rostbraun mit auffallend weißen Flecken. Diese Fleckenreihen beginnen fast am Hinterrand der Oberschenkel und ziehen sich über die Seiten des Rumpfes und den Rücken bis zum Halsansatz. Auf der Rückenmitte verläuft ein dunkler Aalstrich, der sich beim europäischen Damhirsch bis zur Spitze des Schwanzes fortsetzt. Beim Mesopotamischen Damhirsch endet er dagegen an der Schwanzwurzel. Der Aalstrich ist auf dem Rücken beiderseits von einer weißen Tupfenlinie begrenzt.
Ein auffallender waagerechter, heller Strich läuft auf der Mitte der Körperseite. Die Bauchunterseite sowie die Läufe sind hell und einfarbig, der Hals ist einfarbig hell rostbraun. Der sogenannte Spiegel ist von einem schwarzen Rand begrenzt, so dass mit dem dunklen Schwanz eine lebhafte Zeichnung der hinteren Partie entsteht. Im Winter ist der Damhirsch an Kopf, Hals und Ohren braungrau, auf dem Rücken und an den Seiten schwärzlich, an der Unterseite aschgrau. Die Fleckung ist dann nur noch andeutungsweise sichtbar.
Jungtiere wechseln in Mitteleuropa ab Anfang Mai in das Sommerhaarkleid, bei adulten Tieren beginnt dieser Haarwechsel in der zweiten Maihälfte. Unabhängig von Alter und Geschlecht dauert dieser Haarwechsel etwa vierzig Tage.
Bei Tieren, die nach Ende Juni noch das Winterhaarkleid aufweisen, ist das ein Zeichen für Erkrankung oder Nahrungsmangel. Der Wechsel vom Sommerhaarkleid ins Winterhaarkleid beginnt zwischen Anfang und Mitte September. Männliche Tiere benötigen etwas länger für den Haarwechsel, da in die Zeit des Haarwechsels auch die Brunft fällt. Gegen Ende Oktober bis Anfang November ist der Wechsel jedoch auch bei den Männchen abgeschlossen, Weibchen zeigen das voll ausgebildete Winterkleid in der Regel bereits in der zweiten Oktoberhälfte.

### Farbanomalien

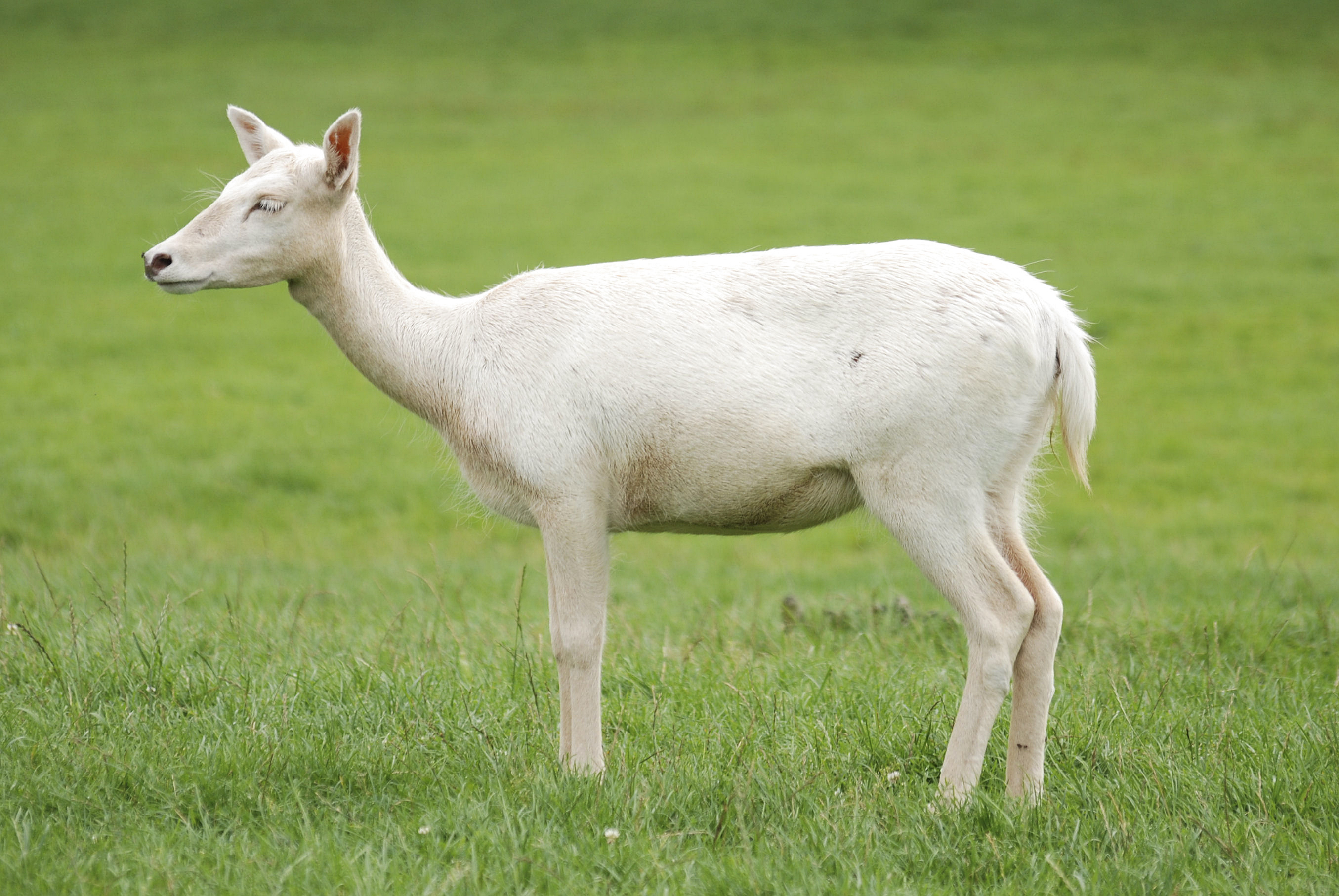
Farbanomalie beim Damhirsch

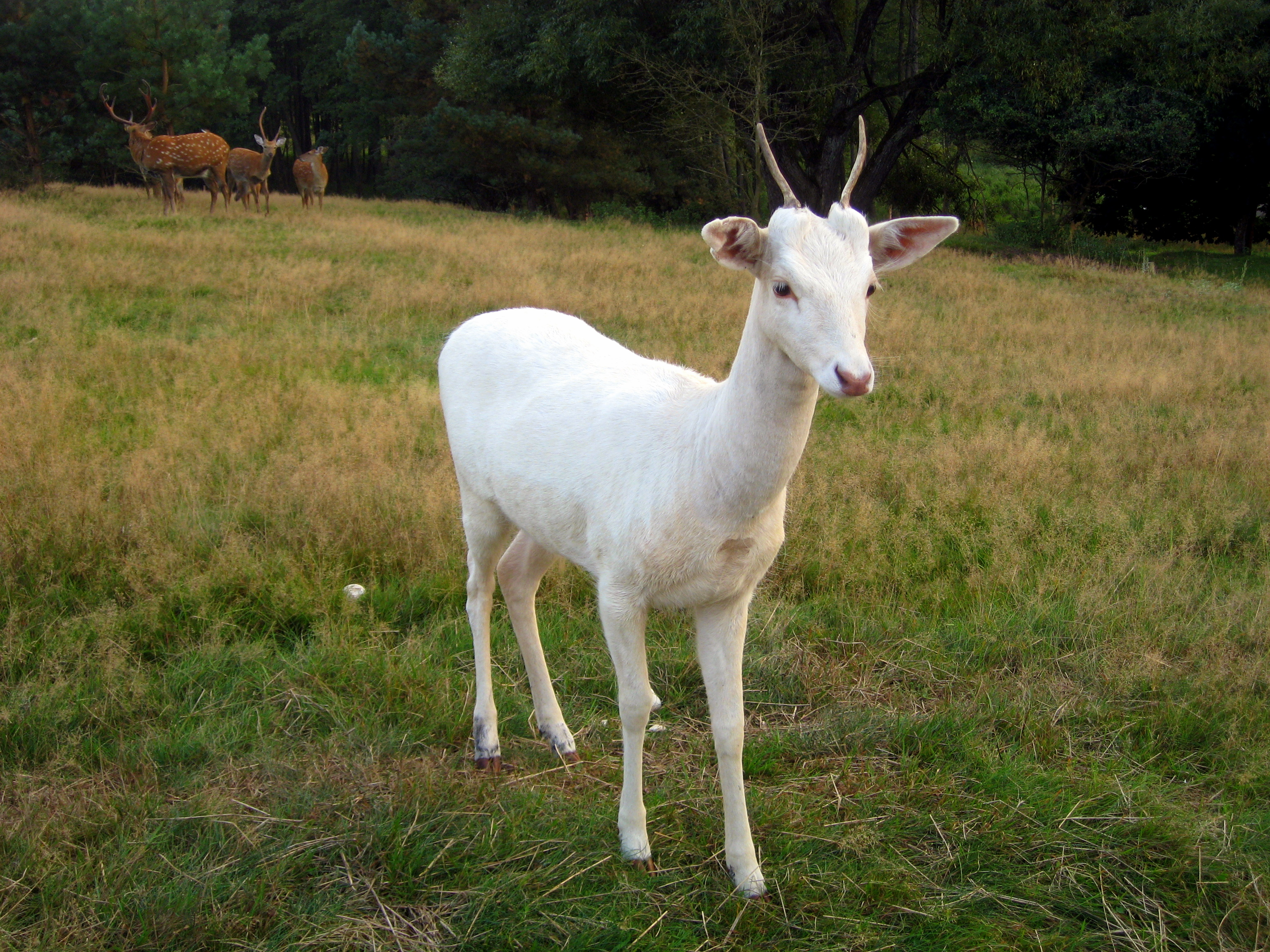
Weißer Damhirsch im zweiten Lebensjahr mit dem für diese Altersklasse charakteristischem Spießgeweih

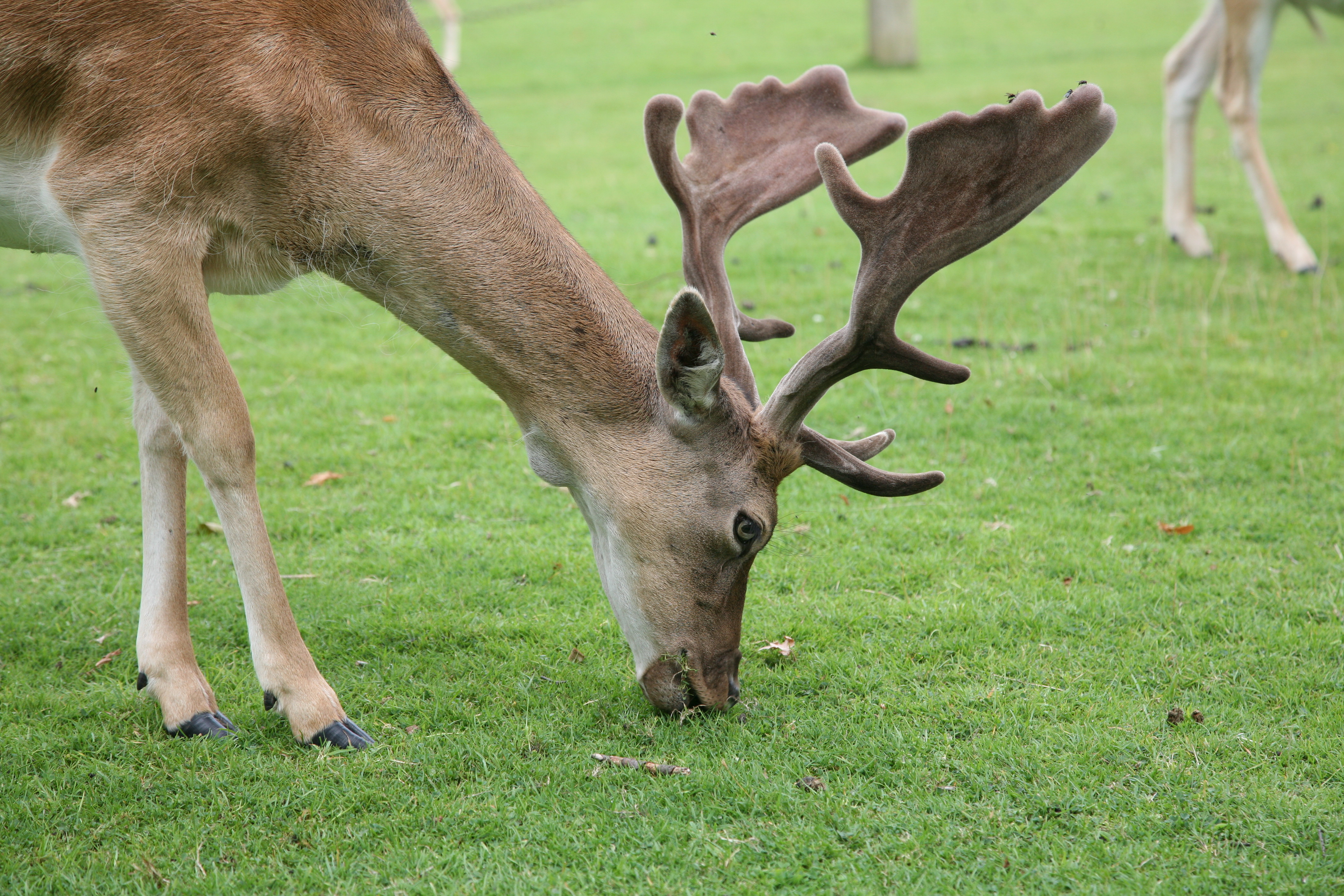
Noch nicht gefegtes Geweih mit Aug- und Mittelsprossen sowie Schaufel. Die Sprosse am hinteren Rand der Schaufel wird als Dorn bezeichnet

Im Vergleich zu anderen wildlebenden Huftieren kommen beim Damhirsch Farbanomalien verhältnismäßig häufig vor. Dieses häufige Auftreten ist vermutlich auf die jahrhundertelange halbdomestizierte Haltung in Hirschparks zurückzuführen.
In freier Wildbahn weisen heute von zehn Damhirschen einer bis drei eine von der normalen Färbung abweichende Fellfarbe auf.
Einige Individuen haben ein Sommerhaarkleid, das in seiner Farbe an die von Rothirschen erinnert und bei denen die Fleckung fast oder ganz fehlt. Sie weisen jedoch noch den dunklen Aalstrich und die dunkle Umrandung des Spiegels auf. Andere haben ein hellbraunes Sommerkleid mit der für Damhirsche typischen weißen Fleckung, ihnen fehlt jedoch der Aalstrich, lediglich die Schwanzoberseite ist dunkel. Bei diesen Tieren sind typischerweise die Körperseiten, die Bauchunterseite sowie die Beine fast weiß.
Schwarze Farbmorphen sind die häufigste Varietät des Damhirsches, das Merkmal wird mit großer Sicherheit rezessiv vererbt.
Bei diesen Tieren ist die Haardecke bis auf die Bauchunterseite und die Läufe rein schwarz, Beine und Bauchunterseite sind dagegen grauschwarz. Bei nicht allen Tieren mit dieser Färbung ist der Spiegel sichtbar. Weiße Farbmorphen kommen gleichfalls vor. In der Regel haben albinotische Damhirsche eine normale Augenfarbe, Okulokutaner Albinismus Typ 2, der mit roten Augen einhergeht, ist bei Damhirschen sehr selten.
Die Hufe sind bei albinotischen Damhirschen mittelbraun. Weiße Damhirsche sind als Kälber isabellfarben mit einer Fleckfärbung, sie werden erst mit den weiteren Haarwechseln immer heller. Bis sie ein weißes Haarkleid aufweisen, können ein bis mehrere Jahre vergehen.
Weiße Damhirsche sind vor allem in Tierparks und in Zoos zu sehen, da sie in freier Wildbahn als nicht hegewürdig eingeordnet und gezielt abgeschossen werden. Allerdings gibt es bei Jägern noch immer den Aberglauben, dass dem Abschuss eines weißen Hirsches der eigene Tod innerhalb eines Jahres folgt.
Daneben gibt es gescheckte Tiere, bei denen einzelne Körperpartien weiß oder schwarz sind.

### Geweih
Nur männliche Tiere bilden ein Geweih aus. Die wichtigste biologische Funktion dieses Geweihes liegt im Ausfechten und Verteidigen der Rangordnung.
Das Geweih besteht aus zwei Stangen, die bei ausgewachsenen und normal entwickelten Männchen gewöhnlich jeweils aus einer Augsprosse, darüber einer Mittelsprosse und einer mehr oder weniger ausgeprägten Verbreiterung, der sogenannten Schaufel, bestehen. Sogenannte Eissprossen, die zwischen Augsprosse und Mittelsprosse liegen, kommen bei Damhirschen verhältnismäßig selten vor. Der vordere Rand der Schaufel ist in der Regel glatt, die übrigen Seiten können ausgebuchtet oder eingeschlitzt sein (z. B. Krebsschere als unerwünschte Form).
Der Abwurf des Geweihs erfolgt bei ausgewachsenen Hirschen in der Regel von Anfang April bis Anfang Mai.
Ähnlich wie bei Rothirschen erfolgt der Abwurf umso früher, je älter die Hirsche sind. Das Wachstum des neuen Geweihs setzt kurz nach dem Abwurf ein. Die Geweihstangen sind während des Wachstums von einer schützenden und mit Nährstoffen versorgenden Basthaut überzogen. Die Basthaut stirbt nach Abschluss der Geweihbildung ab und wird vom Hirsch durch Fegen an Sträuchern und Baumästen von der verbleibenden Knochenmasse entfernt. Frisch gefegte Geweihe sind zunächst hell und gelegentlich durch noch anhaftendes Blut leicht gerötet. Die dunkle Farbe entsteht durch die Säfte der Pflanzen, an denen das Geweih gefegt wird.
Da das Geweih ein Organ des Körpers ist, spielen bei seiner Entwicklung äußere Faktoren wie die Ernährung neben dem Alter der Hirsche eine Rolle. Bei gut entwickelten Männchen im siebten oder achten Lebensjahr haben die Stangen eine Länge von mindestens 55 Zentimeter, das Geweihgewicht beträgt in der Regel zwei Kilogramm.
In Ausnahmefällen erreichen die Geweihstangen eine Länge von bis zu 94 Zentimeter, der Abstand zwischen den beiden Geweihstangen beträgt zwischen 30 und 76 Zentimeter.
Bei Jungtieren sind die Stirnbeinfortsätze (Rosenstöcke) bis zum Februar des auf die Geburt folgenden Jahres ausgebildet. Auf diesen entwickeln sich ab Februar oder März im Regelfall unter der Basthaut die noch nicht vereckten Stangen, die sogenannten „Spieße“ ohne Rosen. Sie sind zwischen 5 und 40 Zentimeter lang. Junge Männchen fegen bereits ab Mitte August ihr Geweih und damit etwas früher als adulte Männchen. Ein Damhirsch im dritten Jahr (zweiter Kopf) hat Rosen, Aug- und Mittelsproß sowie eine Gabel am Stangenende. Er wird Knieper oder Sproßler genannt. Ein Damhirsch vom 3. Kopf wird Löffler genannt, da sich am Stangenende eine Schaufel andeutet. Ältere Damhirsche werden als Schaufler bezeichnet.

### Lautäußerungen
Das Lautrepertoire des Damhirsches ist sehr differenziert. Es wird in der Fachliteratur zwischen Blöken, Miauen, Fiepen, Schrecken, Klagen und dem Brunftruf unterschieden.
Blökende Laute sind von Weibchen vor allem im Sommer und Frühherbst zu vernehmen, da sie damit nach ihren Kälbern rufen. Die Kälber antworten darauf mit einem hellen Fiepen. Miauende Laute, die wie ein kurzes mi mi mi klingen, sind bei paarungswilligen Weibchen zu vernehmen und zählen zu den typischen Lauten, die in der Nähe eines Brunftrudels zu vernehmen sind. Der Brunftruf ist weniger melodisch als das Röhren des Rothirsches, es handelt sich dabei um grunzende oder rülpsende Laute, die in schneller Folge ausgestoßen werden.
Das Klagen ist nur bei höchster Erregung und als Reaktion auf eine ausweglos erscheinende Situation zu hören. Es ist beispielsweise dann zu vernehmen, wenn ein Damhirsch von einem Hund angegriffen wird oder wenn sich ein Mensch einem fluchtunfähigen Damhirsch nähert.
Brunftrufe sind bis zu einer Entfernung von einem Kilometer entfernt für den Menschen vernehmbar.
Aufgeschreckte und erregte Tieren geben bellende Laute von sich.

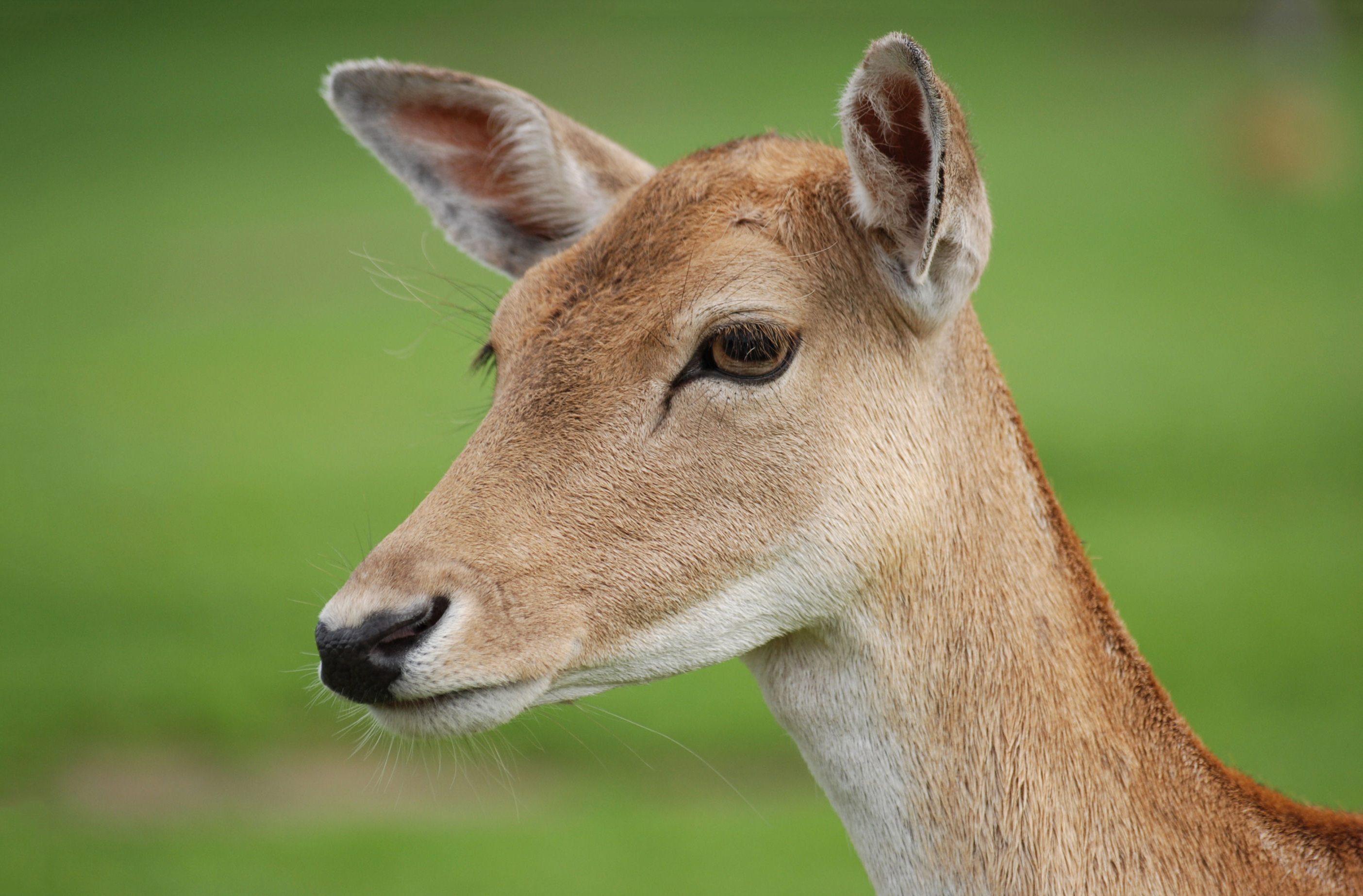
Damtier mit deutlich erkennbarer Voraugendrüse

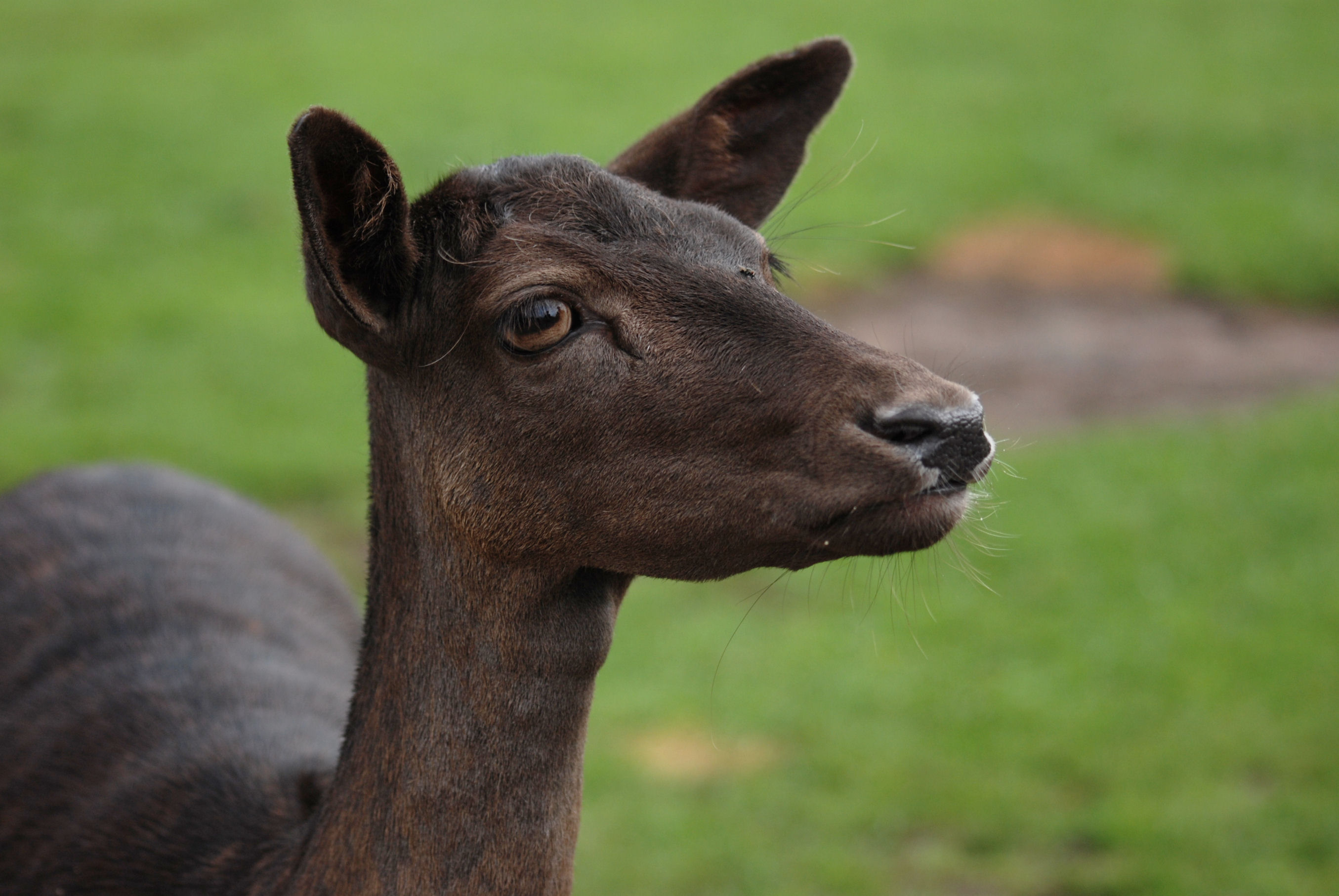
Porträt eines schwarzen Damtiers

### Sinne
Es ist noch nicht abschließend geklärt, welcher der Sinne beim Damhirsch am stärksten das Verhalten bestimmt. Einige Autoren messen dem Gesichtssinn und dem Gehör die größere Bedeutung zu, andere Autoren sehen im Damhirsch ein mehr geruchlich orientiertes Tier.
Damhirsche haben eine Reihe von Duftdrüsen, deren Duftsignale im Sozialleben eine Rolle spielen. Auffällig ist die Voraugendrüse (auch Tränengrube oder Anorbitalorgan), die allen geweihtragenden Hirschen eigen ist. Die Voraugendrüsen sondern besonders zur Brunftzeit ein bräunliches Sekret ab.
Weitere Duftdrüsen sind die Zwischenzehen- oder Interdigitaldrüsen und das Metatarsalorgan, auch Sprunggelenkdrüse genannt, das sich an der Außenseite der Hinterläufe dicht unter dem Sprunggelenk befindet und ein helles, wachsartiges Sekret absondert, dessen Geruch Langbein und Chapman mit dem ranziger Butter vergleichen.
Das Sekret dieser Drüsen wird am niedrigen Bodenbewuchs abgestreift, so dass die Hirsche eine Duftfährte hinterlassen. Damhirsche sind in der Lage, sich an ihrer spezifischen Witterung zu erkennen, auch Kalb und Muttertier erkennen sich untereinander an der Witterung. Zwischen Tieren eines Rudels ist häufig ein Beriechen der Anal- und Genitalregion sowie anderer Körperpartien zu beobachten. Geruch spielt auch bei der Feindwahrnehmung eine Rolle. Menschlicher Geruch wird auf eine Entfernung von bis zu 400 Meter wahrgenommen.
Die seitlich stehenden Augen erlauben dem Damhirsch, ohne Kopfdrehung einen weiten Umkreis zu überblicken. Das Erkennungsvermögen für unbewegte Gegenstände ist nicht sehr hoch entwickelt, Damhirsche reagieren wie viele andere Hirsche besonders auf Bewegungen. Wo sie bejagt werden, reagieren sie auf offenen Flächen auf sich bewegende Menschen bereits in großer Entfernung.
Die Wildbiologen Axel Siefke und Christoph Stubbe weisen darauf hin, dass der Damhirsch eher als andere Wildarten in der Lage ist, bereits aus Teilen des Feindschemas Mensch auf diesen zu schließen.
Damhirsche sind in der Lage, ihre Ohren (Lauscher) unabhängig voneinander zu bewegen und dabei um 180 Grad zu drehen. Das erlaubt ihnen, ein Geräusch sehr genau zu orten, ohne Kopf und Körper zu bewegen und damit Aufmerksamkeit auf sich zu ziehen.
In der Regel reagiert ein Damhirsch auf auffällige Geräusche nicht mit Flucht, sondern mit einem sichernden Verhalten, bei dem der Geruchs- und der Gesichtssinn zum Einsatz kommen.

### Fortbewegung
Für den Damhirsch lassen sich drei Gangarten unterscheiden: Schritt, Trab und Galopp. Das schrittweise Ziehen ist die übliche Fortbewegungsweise des Damhirschs. Sie halten dabei immer wieder inne, um zu sichern oder sich im Gelände zu orientieren. Sich langsam fortbewegende Weibchen bewegen Kopf und Hals häufig in einem auffälligen Gleichmaß zu den Körperbewegungen. Damhirsche traben oder trollen dagegen nur über kurze Strecken. Mit dieser schnelleren Gangart schließen Nachzügler zum Rudel auf, es ist außerdem bei spielenden Damhirschen zu sehen oder wenn Weibchen eine Störung sehr frühzeitig bemerken und dann auf Distanz flüchten.
Bei mäßig schneller Gangart schnellen beide Geschlechter mit allen vier Läufen zugleich in die Höhe. Auf Grund dieser hüpfenden, ziegenartigen Fortbewegungen werden Damhirsche in älterer Literatur auch als Damzicken bezeichnet. Diese Fortbewegungsweise kommt auch bei anderen Hirscharten wie beispielsweise dem in Nordamerika beheimateten Weißwedelhirsch vor. Im Galopp flüchtende männliche Tiere weisen eine Schrittweite von etwa 2,50 Meter auf. Bei Weibchen sind dagegen die Abstände geringer und liegen zwischen 1,50 und 2 Metern.
Für die Trittspuren flüchtender Damhirsche sind gespreizte Schalen und sich abdrückende Afterklauen charakteristisch. Flüchtende Damhirsche zeigen gelegentlich auch sogenannte Prellsprünge, bei denen sie sich mit allen vier Läufen zugleich vom Boden abstoßen, aber an fast derselben Stelle wieder landen. Die auf den Boden aufstoßenden Hufe verursachen dabei ein deutlich wahrnehmbares Geräusch. Die Funktion dieser Prellsprünge ist nicht abschließend geklärt. Es kann sich dabei um ein Alarmsignal für Artgenossen handeln, aber auch um ein Verhalten, mit dem die Störquelle im Auge behalten wird.
Prellsprünge zeigen aber auch Weibchen und Kälber nach spielerischen Verfolgungsjagden. Sie sind in diesem Fall nach Ansicht von Jochen Langbein und Norma Chapman reiner Ausdruck von „joie de vivre'“.
Das Sprungvermögen der Damhirsche ist gut ausgebildet, die etwas größeren Männchen können Hindernisse bis zu einer Höhe von 1,80 Meter überspringen, Weibchen dagegen solche mit einer Höhe von etwa 1,50 Meter.
In der Regel meiden Damhirsche jedoch das Überspringen von Hindernissen.
Flüchtende Damhirsche suchen häufig nicht die nächste Deckung auf, sondern flüchten nach Störung auf Distanz und verharren dann, wobei sie den Störer weiterhin beobachten. Gestörte Damhirsche „drücken“ sich gelegentlich in der Deckung, dabei drückt das Tier Kopf und Hals flach an den Boden. Sie verharren dann regungslos und flüchten erst, wenn die Gefahr sich auf wenige Schritte genähert hat.

### Ausdrucksverhalten

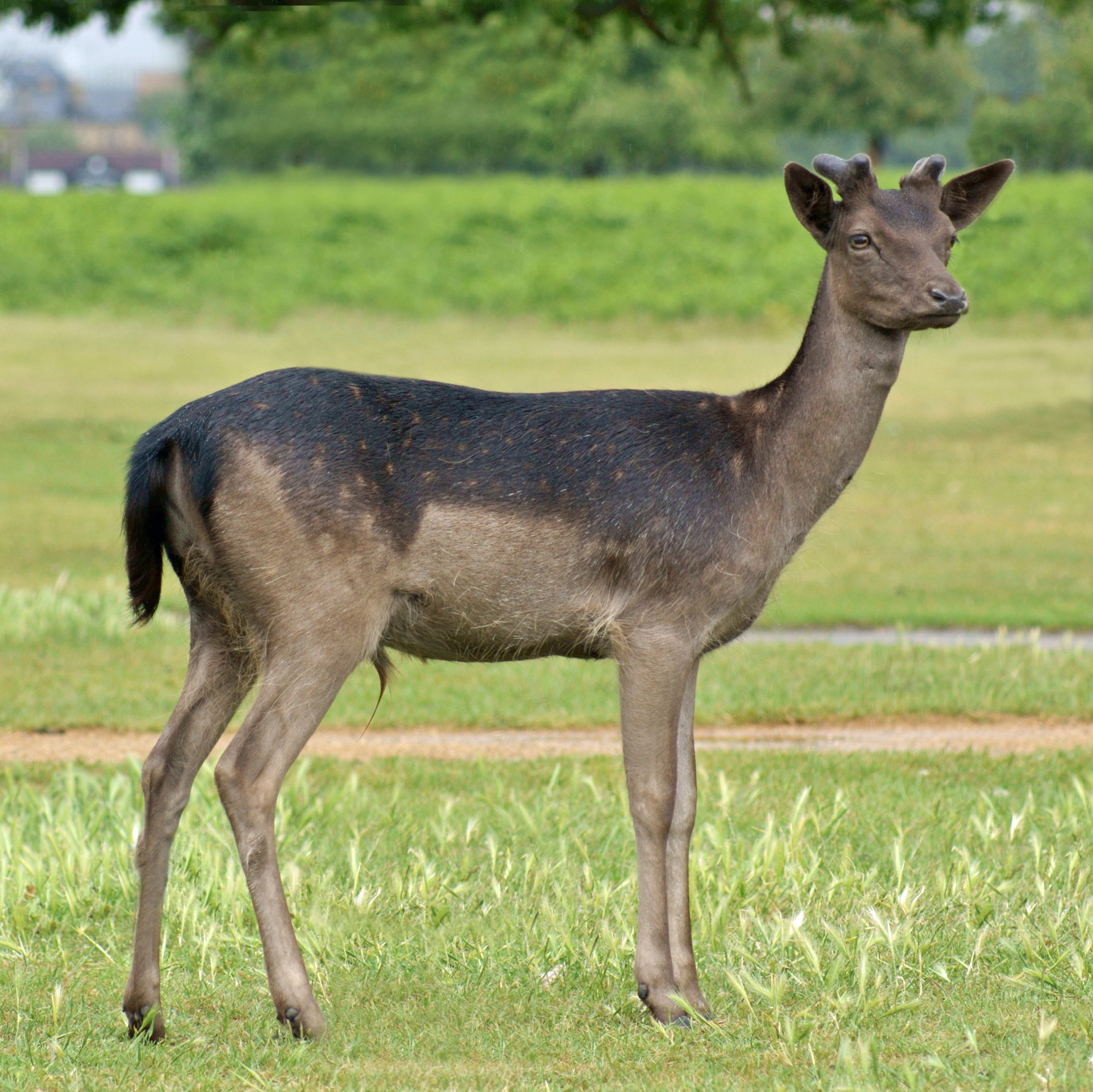
Schwarzer Damhirsch

Sich ungestört fühlende Damhirsche zeichnen sich durch eine lockere Körperhaltung aus. Die Ohren werden regelmäßig bewegt, sie gehen ruhig voran und äsen dabei konzentriert oder sie ruhen ruhig auf dem Boden und kauen gleichmäßig wieder. Ruhende Damhirsche liegen mit unter dem Leib geschlagenen Läufen. Wenn sie ruhen, ist der Kopf häufig senkrecht geneigt, die Augen sind geschlossen. Sie legen den Kopf aber häufig auch auf eine der beiden Flanken. Seltener ist eine ruhende Körperhaltung zu sehen, bei denen die Läufe seitlich abgestreckt werden und der Hals weit ausgestreckt flach auf dem Boden liegt.
Nehmen Damhirsche etwas wahr, das sie beunruhigt, heben sie ruckartig den Kopf an und richten die Ohren nach vorne.
Zuvor am Boden ruhende Damhirsche springen dann gewöhnlich auf und wenden sich der Störquelle zu. Der Körper ist angespannt, die Tiere sind absprungbereit. Ihre Erregung drückt sich in kurzen, steifbeinigen Schritten oder sogar einigen seitlichen Prellsprüngen aus. Diese Reaktion überträgt sich auf die anderen Mitglieder des Rudels. Ergreift ein adultes Tier die Flucht, folgen ihm umgehend auch die übrigen Mitglieder eines Rudels.
Der Schwanzhaltung kommt in der innerartlichen Kommunikation eine besondere Bedeutung zu. Bei ungestörten Tieren hängt er locker herab beziehungsweise wird nur locker seitlich bewegt. Beunruhigte Damhirsche heben ihren Schwanz leicht gebogen in die Waagerechte, flüchtende Damhirsche dagegen stellen den Schwanz steil hoch oder legen ihn sogar fast auf den Rücken.
Bei normal gefärbten Damhirschen geht dabei von dem hellen Spiegel und der weißen Schwanzunterseite ein deutliches optisches Signal gegenüber den anderen Tieren aus.
Wird innerhalb eines Rudels die Individualdistanz unterschritten, drohen weibliche Tiere mit vorgestrecktem Kopf und aufgestellten Ohren. Sie deuten damit ein Stoßen und/oder Beißen an. Dieses Verhalten ist insbesondere bei den Weibchen zu beobachten, die sehr junge Kälber haben. Nur ausnahmsweise kommt es auch dazu, dass sich die Weibchen auf die Hinterläufe stellen und mit den Vorderläufen nach dem Störer schlagen. In der Regel zeigt das andere Weibchen bereits Beschwichtigungs- oder Demutsgesten. Dabei ist der Hals waagerecht gestreckt oder sogar gesenkt, die Ohren sind nach hinten gelegt.
Auch Männchen zeigen dieses Verhalten, wenn sie ihr Geweih abgeworfen haben. Das Droh- und Imponierverhalten der Männchen, die Geweihe tragen, entspricht dem Verhaltensrepertoire während der Brunft.

## Verbreitung
Dama (dama) geiselana, eine eng mit dem Damhirsch verwandte Art bzw. Unterart, war im letzten Interglazial noch in Mittel- und Südeuropa verbreitet, die heutige Form wurde aber in der folgenden Kaltzeit auf das Mittelmeergebiet zurückgedrängt. Vermutlich war die Art auf Vorderasien einschließlich Kleinasien beschränkt, möglicherweise kam sie aber auch in Nordafrika und Südeuropa vor.
Seit der Antike führten die Phönizier und nach ihnen die Römer den Damhirsch in vielen Ländern des Mittelmeerraums ein, also in Griechenland, Italien, Spanien und Nordafrika. Aristoteles und Plinius der Ältere erwähnen ihn als einen ständigen Bewohner ihrer Heimat. Einzelfunde aus antiker Zeit sind auch aus Trier und anderen Städten nördlich der Alpen bekannt.

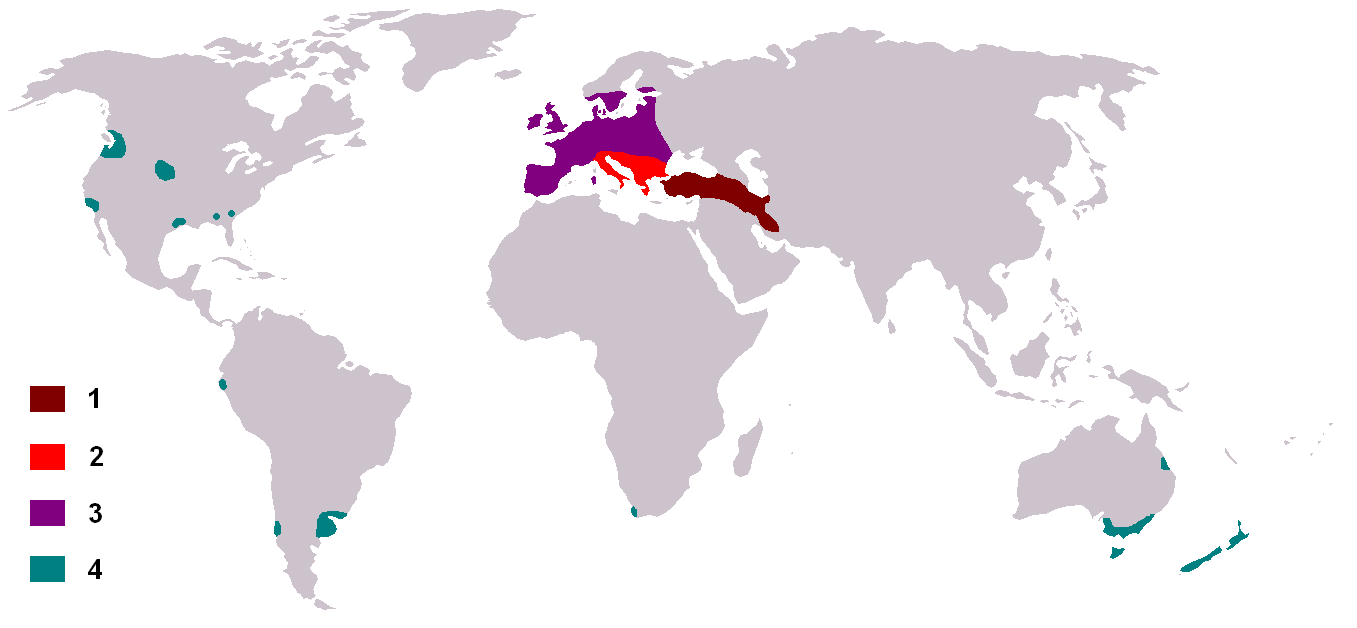
Verbreitung des Damhirsches
1 – gesichertes natürliches Verbreitungsgebiet
2 – mögliches natürliches Verbreitungsgebiet
3 – frühe Ansiedlung durch den Menschen (vor 1900)
4 – heutiges Vorkommen

Es besteht in der Literatur keine Einigkeit darüber, ob die Damwildbestände Großbritanniens auf die Einbürgerung durch die Römer zwischen den Jahren 150 und 450 n. Chr. zurückgehen. Es gibt Hinweise darauf, dass Damhirsche im 11. Jahrhundert in Großbritannien verbreitet waren.
Die Damhirschpopulationen im britischen New Forest und Epping Forest gehen nach Ansicht von Jochen Langbein und Norma Chapman auf eine Ansiedlung durch die normannischen Könige zurück.
Andere Autoren sehen einen Bestand an Damwild erst für das 13. Jahrhundert gesichert.
Damwild wurde von Großbritannien nach Dänemark eingeführt und über Dänemark gelangte Damwild nach Mitteleuropa, wobei das Damwild erst in Gattern gehalten und später erfolgreich ausgewildert wurde. Die erste historisch belegte Damwildeinbürgerung auf dem Gebiet der heutigen Bundesrepublik Deutschland fand 1577 statt. Der dänische König Friedrich II. sandte dem kurhessischen Landgrafen Ludwig IV. 30 Damhirsche, die der in seinem Wildpark in der Nähe der Sababurg hielt.
In Preußen wurde die Art gegen Ende des 17. Jahrhunderts eingeführt, in Pommern und Livland erst in der Mitte des 18. Jahrhunderts.
Generell gehen größere Einbürgerungsversuche bis ins 18. Jahrhundert auf einzelne Landesherren zurück, die als einzige über die entsprechenden Mittel und Möglichkeiten verfügten, um den mit der Einbürgerung einhergehenden Aufwand zu finanzieren.
In den Landesteilen, in denen Rothirsche in ausreichender Zahl für die herrschaftlichen Jagden zur Verfügung standen, unterblieb in der Regel eine Einführung. Spätere Einführungen fanden vor allem dort statt, wo Großgrundbesitzer Interesse daran hatten, für ihre Jagdzwecke eine „Ersatzwildart“ einzuführen. Dies gilt beispielsweise für Schleswig-Holstein, wo Rothirsche selten geworden waren, aber auch für Mecklenburg, Brandenburg, Pommern und Ostpreußen.
Die Verbreitung in Mitteleuropa ist weitgehend von der Zufälligkeit früherer Besitzverhältnisse beeinflusst. Auch in Großbritannien, wo Damhirsche weit verbreitet sind, sind die einzelnen Populationen jeweils örtlich begrenzt und wildlebende Populationen kommen überwiegend dort vor, wo sie früher in Gattern gehegt wurden.
Eine Ausnahme stellt Niedersachsen dar, wo erst kurz vor dem Zweiten Weltkrieg durch Zusammenschlüsse von Jägern und einzelnen Revierinhabern Damhirsche eingeführt wurden. Es ist heute das damhirschreichste deutsche Bundesland.
In der Schweiz gibt es keine Damhirsche in freier Wildbahn, der Damhirschbestand in Österreich wird auf etwa 500 Stück geschätzt.
Den höchsten Bestand Europas hat heute Großbritannien. Dort lebten zu Beginn des 21. Jahrhunderts 100.000 Individuen in freier Wildbahn.
Auch heutzutage sind Damhirsche oft in privaten Wildgehegen in Mitteleuropa zu finden. In der Neuzeit wurde die Art auch nach Neuseeland, Australien, Nordamerika, Südafrika, Chile, Peru, Argentinien, Japan, Tasmanien und Madagaskar gebracht, wo heute ebenfalls freilebende Herden existieren. Beispielhaft ist die Einführung in Neuseeland: Dort führte eine Akklimatisationsgesellschaft 1867 erste Damhirsche ein, die aber nicht überlebten. Zwei Jahre später importierte die Akklimatisationsgesellschaft ein Dutzend Damhirsche von Tasmanien, die zur neuseeländischen Gründungspopulation wurden. Bereits wenige Jahre später war die Population so stark angestiegen, dass Farmer der Region sich über Schäden auf ihren landwirtschaftlichen Flächen beschwerten.
Als die neuseeländische Regierung wegen der massiven Schädigung der Wälder durch Rothirsche diese in den 1930er Jahren zu keulen begann, argumentierten verschiedene neuseeländische Akklimatisationsgesellschaften, dass Damhirsche wesentlich weniger Schäden anrichteten, da sie halboffene Buschlandschaft als Lebensraum bevorzugten und in Regionen überleben könnten, in denen Rothirsche dies nicht könnten. Damhirsche wurden in dieser Zeit noch in verschiedenen Regionen Neuseelands ausgewildert.
Heute sind Damhirsche in Neuseeland nach dem Rothirsch die häufigste und am weitesten verbreitete Hirschart.
Im Gegensatz dazu wurde der Damhirsch in vielen Gebieten seines ursprünglichen Verbreitungsgebietes immer seltener. Im 19. Jahrhundert verschwand er aus Nordafrika, um 1900 vom griechischen Festland und in den 1950ern auf Sardinien. Auch in den asiatischen Teilen des Verbreitungsgebietes wurde die Art um diese Zeit immer seltener. Ein angebliches Vorkommen des Damhirsches vor etwa 1000 Jahren in Äthiopien stützt sich lediglich auf künstlerische Relikte.
Der Mesopotamische Damhirsch war ursprünglich in Vorderasien verbreitet. Nachdem die Form in freier Wildbahn ausgestorben war, leben heute wieder einige Populationen im Iran und Israel.

## Lebensraum

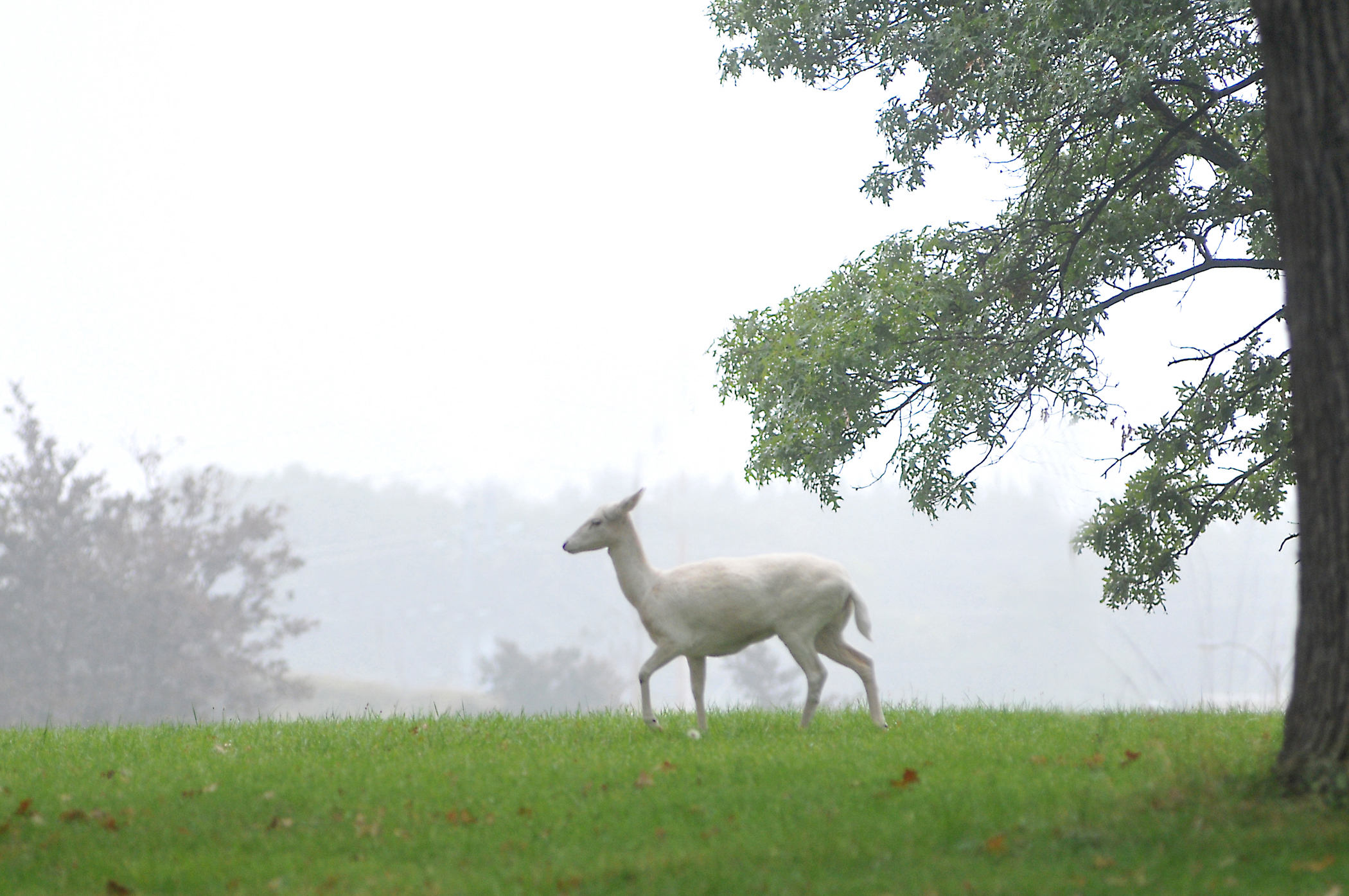
Weißes Damtier

Der Damhirsch präferiert lichte Wälder mit ausgedehnten Wiesen, ist aber generell sehr anpassungsfähig, so dass er in fast allen Regionen Europas anzutreffen ist. Ideale Damwildreviere weisen ein dichtes Mosaik von Wald- und Feldfluren auf, wobei sich der Wald überwiegend aus Laubbäumen zusammensetzt. Der Boden ist nährstoffreich und bringt eine üppige Strauchvegetation hervor.
Der Waldanteil im jeweiligen Lebensraum muss nicht sehr groß sein, weil Damhirsche den Wald primär als Deckung benötigen, nicht aber als Nahrungslieferanten. In Großbritannien kommen Damhirsche zunehmend in verhältnismäßig offener Agrarsteppe vor, in der nur kleine Waldreste ihnen Deckung bieten.
Vermutlich war bereits das ursprüngliche Verbreitungsgebiet des Damhirsches vielgestaltig. Das Damwild weist vor allem morphologisch einige Merkmale auf, die wie beim Reh eine Zuordnung zum Schlüpfertypus erlauben würden. Seine überwiegend optische Orientierung und sein Leben in großen Rudeln weist jedoch auf eine Verhaltensanpassung an offene, deckungslose Biotope hin.
Verglichen mit Rot- und Sikahirschen zeigt der Damhirsch weniger Neigung, bei regelmäßigen Störungen durch den Menschen nachtaktiver zu werden. In Großbritannien äsen oder ruhen freilebende Rudel von Damhirschen häufig sogar auf offenen Flächen, die direkt an vielbefahrene Straßen angrenzen.
Das individuelle Raumverhalten eines Damhirsches ist noch nicht abschließend untersucht, es fehlen vor allem noch detaillierte telemetrische Studien, wie sie bei Reh und Rothirsch bereits durchgeführt wurden. Anhand von langjährigen Beobachtungen einzelner, an ihrer individuellen Fleckung identifizierbaren Tieren hat man geschlossen, dass ein einzelner Damhirsch ein Gebiet nutzt, das zwischen 100 und 200 Hektar umfasst. Die Größe des Gebietes, das ein einzelnes Tier durchwandert, steigt vor allem im Winterhalbjahr. Bei Damhirschen, die in offener Agrarsteppe leben, ist der Aktionsraum größer als bei solchen, die Regionen mit einem dichten Mosaik von Wald- und Feldflur bewohnen.

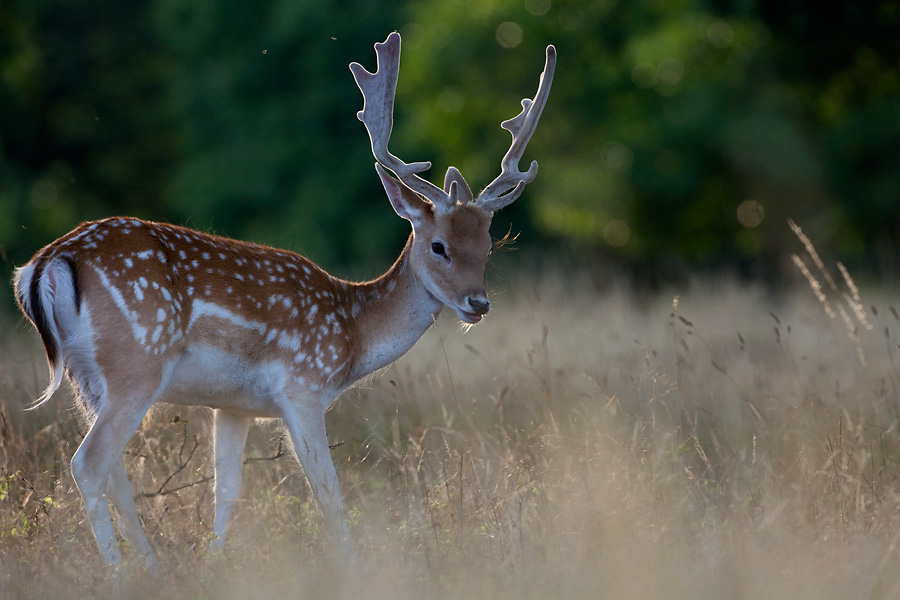
Damhirsch im Bast

Die biotisch tragbare Wilddichte wird von dem Jagdwissenschaftler Erhard Ueckermann als hoch angenommen. Unter biotisch tragbarer Wilddichte versteht man die Bestandsdichte, bei der Körper-, Geweih- und Gewichtsentwicklung den genetisch und umweltbedingten Möglichkeiten der jeweiligen Tierarten entspricht. In Revieren mit sehr guten Lebensbedingungen schätzt Ueckermann sie für Damwild auf 20 Stück pro 100 Hektar, selbst wenn es nicht auf landwirtschaftlichen Flächen äsen kann und im Winter nicht gefüttert wird. Steht dem Damwild dagegen neben Wald eine gleich große Feldfläche zur Äsung zur Verfügung, steigt nach Ansicht von Ueckermann die biotisch tragbare Wilddichte auf 40 Stück pro 100 Hektar. Wird die biotisch tragbare Wilddichte überschritten, reagieren Damhirsche darauf mit Gewichtsverlust und einem deutlichen Rückgang der Befruchtungsrate.
Die holz- und landwirtschaftlich tragbare Wilddichte – das ist die Wilddichte, in der Wildschäden noch mit vertretbarem Aufwand abgewehrt werden können – ist deutlich niedriger als die biotisch tragbare und wird auf drei bis zehn Damhirsche pro 100 Hektar geschätzt.
Die hohe innerartliche Verträglichkeit ist auch Ursache für die nur allmähliche Erschließung neuer Lebensräume.
In Regionen mit hohem Damwildbestand ist der Rehbestand in der Regel niedrig. Damhirsche scheinen dem Rehwild zu unruhig zu sein, so dass Rehe bei sich näherndem Damwild die Äsungsflächen verlassen.
Rot- und Damhirsche werden in der Regel nicht in einem Revier nebeneinander gehegt, da sie in ihren Äsungsansprüchen konkurrieren.

## Nahrung und Nahrungserwerb
Der Damhirsch ist ein Wiederkäuer, der in der Lage ist, auch rohfaserreiche und damit nährstoffarme und schwer aufschließbare Nahrung zu verwerten. Nach seinem Nahrungsverhalten wird der Damhirsch als Intermediärtyp eingestuft. Er nimmt damit eine Zwischenstellung ein zwischen Tieren, die ausschließlich Rauhfutter verwerten, und solchen, die sogenannte Selektierer sind. Verglichen mit Reh und Rothirsch gilt der Damhirsch als die genügsamere Art, die forstliche Schäden erst bei Wilddichtewerten anrichtet, die deutlich über denen des Rotwildes liegen.

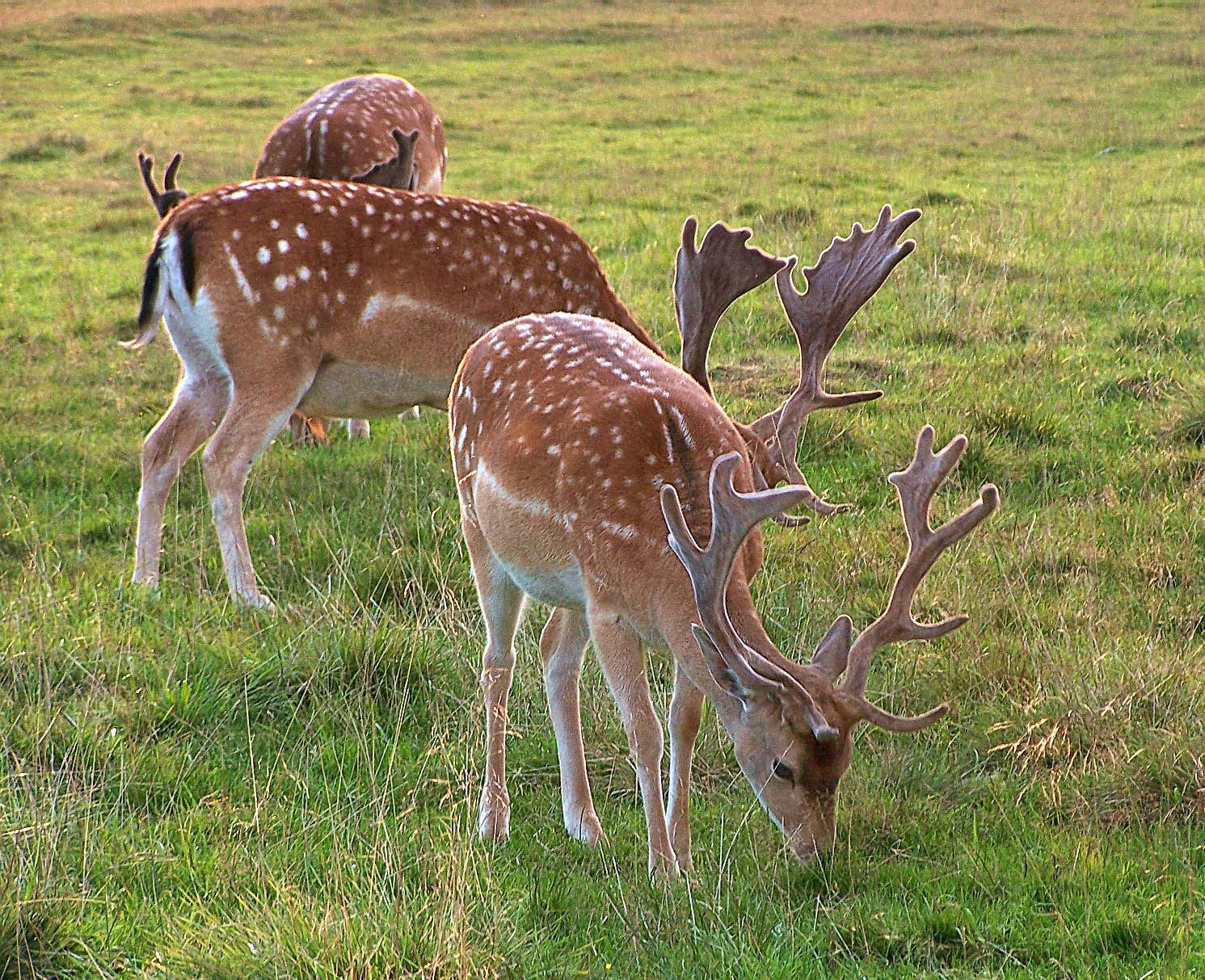
Äsende Damhirsche im Bast

Damhirsche äsen und wiederkäuen tags und nachts in Intervallen von etwa drei bis vier Stunden, die längsten und intensivsten Äsungsintervalle finden morgens und in der Abenddämmerung statt. Während des Sommers, wenn der Ernährungsbedarf besonders hoch ist, verbringen Damhirsche bis zu 80 Prozent der Zeit mit Äsen. Im Winterhalbjahr geht die Nahrungsaufnahme selbst bei reichlichem Nahrungsangebot zurück.
Damhirsche fressen ausschließlich pflanzliche Nahrung, und zwar Gräser, Kräuter, Blätter, unverholzte und – im Gegensatz zum Rehwild – auch verholzte Triebe und die Rinde von Bäumen und Sträuchern, sowie deren Früchte, weiterhin Pilze. Die Reichhöhe des Damhirsches bei der Äsungsaufnahme reicht vom Erdboden bis in eine Höhe von 1,40 Meter, beim Stellen auf die Hinterläufe bis zu den Blättern und Trieben im Wipfelraum junger Bäume. Die Zusammensetzung der Nahrung variiert im Jahresablauf und ist wesentlich vom jeweiligen Angebot bestimmt. Gras wird vor allem in den Monaten von Mai bis September gefressen. Früchte machen im Zeitraum von September bis Januar einen Anteil von 40 Prozent aus. Kastanien spielen dabei eine wesentliche Rolle, gefressen werden aber auch Äpfel, Birnen und Pflaumen. Sofern auf landwirtschaftlichen Flächen Deckung vorhanden ist, äsen Damhirsche auch auf diesen. Gefressen werden alle Getreidearten, mit zunehmendem Reifegrad werden die weniger begrannten Arten wie Weizen und Hafer bevorzugt. Beim Mais fressen sie besonders gerne die noch jungen Kolben, auch Raps sowie Sonnenblumen werden von ihnen häufig geäst. Darüber hinaus fressen Damhirsche auch Kartoffeln und Rüben.
Die Nahrung ist grundsätzlich sehr wasserhaltig, so dass Damhirsche in der Lage sind, ohne Wasser auszukommen.

## Rudel
Damhirsche sind grundsätzlich soziale Tiere, die in Trupps oder Rudeln leben. Ausgewachsene Tiere leben von der Brunftzeit abgesehen gewöhnlich in jeweils nach Geschlechtern getrennten Rudeln, eine strenge Rudelbildung findet allerdings nicht statt.
Lediglich sehr alte Hirsche leben gelegentlich einzelgängerisch.
Die Größe der einzelnen Rudel ist abhängig vom Lebensraum. In Lebensräumen mit einem hohen Anteil an Freiflächen sind die Rudel tendenziell größer als in den Lebensräumen, die überwiegend waldbestanden sind. Rudel können zwischen 30 und 200 Individuen umfassen, die Rudelzusammensetzung ist jedoch variabel; kleinere Gruppen von Individuen schließen sich entweder dem Rudel an oder lösen sich von diesem und ziehen weiter. Solche Subgruppen bestehen maximal aus fünf Individuen und setzen sich aus einem oder zwei Damtieren mit ihrem diesjährigen und gelegentlich auch dem vorjährigen Nachwuchs zusammen.

### Kahlwild- und Brunftrudel

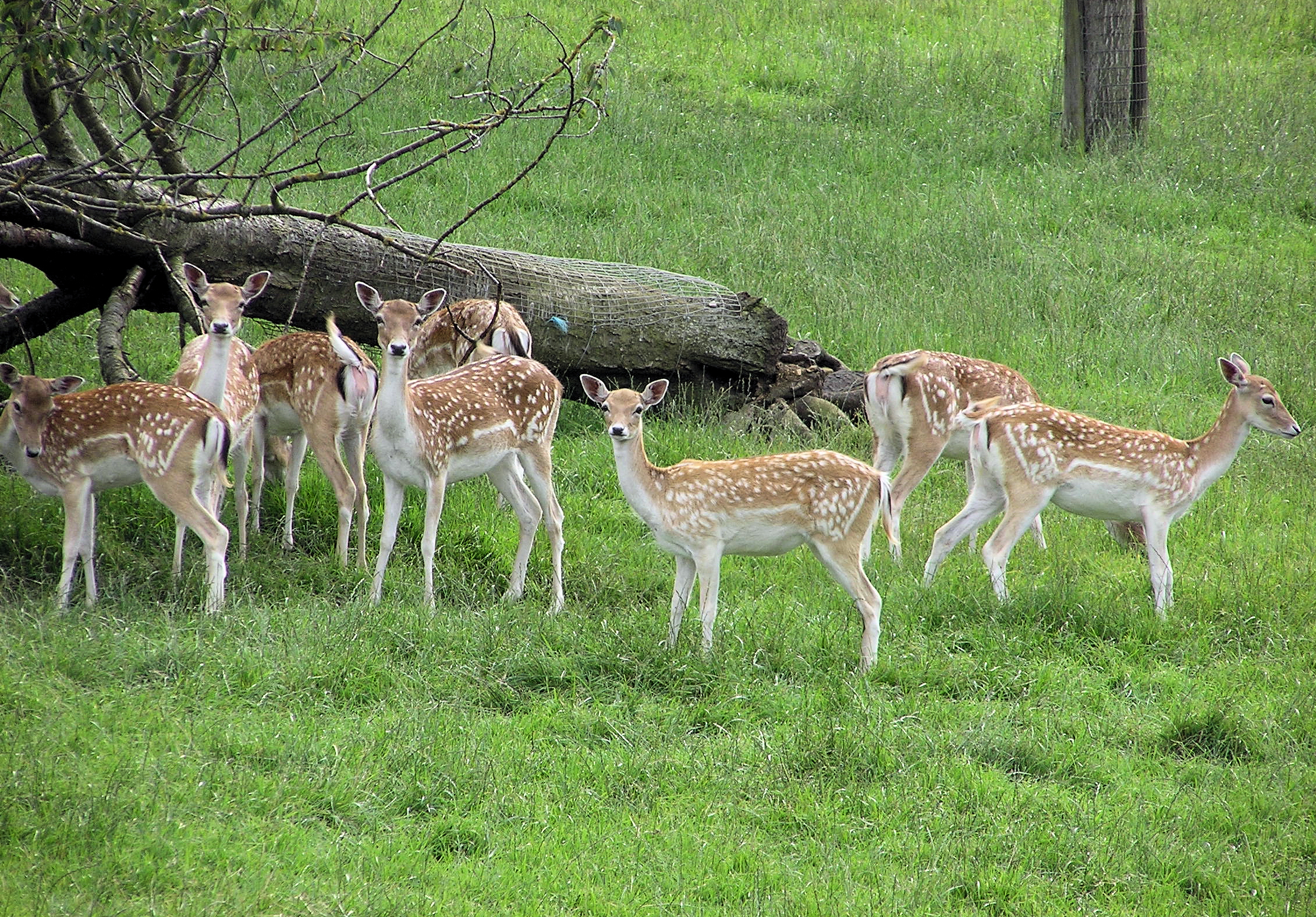
Kahlwildrudel

Kahlwildrudel, denen sich regelmäßig auch subadulte männliche Damhirsche anschließen, sind nahezu während des gesamten Jahres anzutreffen. Sie setzen sich in der Regel aus mehreren Mutterfamilien zusammen. Kurz vor der Niederkunft des diesjährigen Kalbes sondern sich die tragenden Damtiere vom Rudel ab und bleiben nach der Geburt ihres Nachwuchses zunächst für einige Wochen alleine. Erst dann schließen sie sich wieder zu Rudeln zusammen. Die vorjährigen Kälber, die jetzt Spießer oder Schmaltier genannt werden, halten sich in dieser Zeit in der Nähe auf und schließen sich im Juli wieder dem Muttertier und dem neuen Geschwister an. Schmaltiere verbleiben in diesen Mutterfamilien, die den Kern der Kahlwildrudel darstellen, bis zur Brunft oder noch bis in den Winter hinein. Bei den Spießern ist die Bindung an die Muttergruppe weniger ausgeprägt. Bei ihnen endet die Bindung an die Muttergruppe spätestens gegen Ende des zweiten Lebensjahres, sie verlassen die Muttergruppe gelegentlich jedoch deutlich früher und schließen sich gelegentlich auch anderen Kahlwildrudeln an.
Die Zusammensetzung des Kahlwildrudels ändert sich kurzzeitig in der Brunft. Alt- und Schmaltiere ziehen auf die Brunftplätze und bilden dort reine Weibchenrudel. Die Kälber halten sich in der Nähe in temporären Jugendgruppen auf. Erst ab November bilden sich wieder die alten Zusammenschlüsse.
Während der Brunftzeit suchen adulte Damhirsche die Nähe des Kahlwilds; diese gemischtgeschlechtlichen Rudel werden im Zeitraum Oktober bis Dezember, wenn sie am häufigsten zu beobachten sind, als Brunftrudel bezeichnet. In der Regel lösen sich die Brunftrudel im Dezember wieder auf. Insbesondere in Lebensräumen, die überwiegend aus offenen Freiflächen bestehen, verbleiben die adulten Hirsche gelegentlich aber noch lange nach der Brunft beim Kahlwild und sind in Ausnahmefällen noch im April oder Mai in der Nähe der Kahlwildrudel. Typischer ist aber, dass die Hirsche nach der Brunft sich wieder zu Hirschrudeln zusammenschließen.

### Hirschrudel
Reine Hirschrudel umfassen in der Regel weniger Tiere als die Kahlwildrudel, meist gehören zwischen sieben und zwölf junge bis mittelalte Hirsche einem Rudel an. In damwildreichen Regionen Großbritanniens wie dem Wyre Forest, Cannock Chase und New Forest wurden auch schon Hirschrudel von mehr als 100 Individuen beobachtet.
Mit zunehmendem Alter meiden die männlichen Tiere aber solch große Gruppen
Sehr alte Hirsche leben häufig auch einzelgängerisch.
Die Zusammensetzung dieser Rudel ändert sich häufiger als bei dem Kahlwildrudel.
Hirschrudel beginnen sich aufzulösen, sobald das Fegen der Geweihe im August abgeschlossen ist. Sie beginnen dann zunehmend, mit anderen Männchen um Brunftplätze zu konkurrieren.

## Fortpflanzung

### Brunft

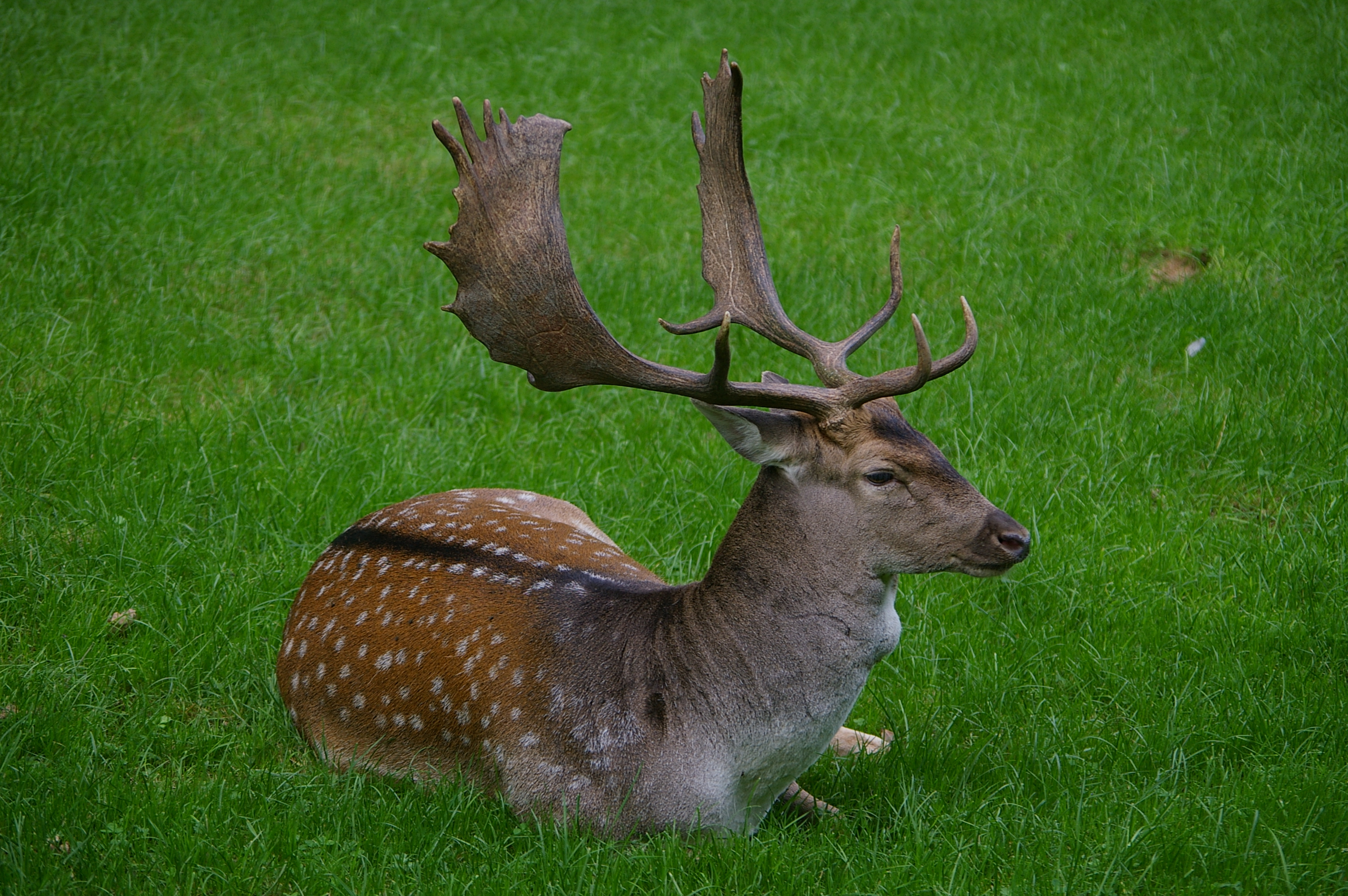
Kapitaler Damhirsch

In Mitteleuropa ziehen die allein oder zunächst in kleinen Gruppen ziehenden adulten Damhirsche zu den traditionellen, oft über mehrere Jahrzehnte bestehenden Brunftplätzen.
Die Brunftplätze der Damhirsche bestehen häufig über viele Jahre und werden sowohl von Damtieren als auch Damhirschen wiederholt aufgesucht.
In alten Damwildrevieren lassen sich gleiche Brunftplätze für einen Zeitraum von mehr als fünfzig Jahren nachweisen.
Die Anwesenheit von Damhirschen in den Brunftrevieren ist bereits ab Ende September anhand der Schlagstellen feststellbar. Dabei zerschlagen Damhirsche einzelne junge Bäume oder herabhängende Äste mit ihrem Geweih. Beim senkrechten Herabstreichen des Kopfes an dünnen Stämmen oder Ästen streichen die Hirsche auch Sekret der Voraugendrüsen am Holz ab. Über diesen individuellen Geruch informieren Damhirsche ihre Artgenossen über ihre Anwesenheit.
Die eigentliche Paarungszeit beginnt Anfang Oktober und dauert bis Mitte November, der Höhepunkt der Brunft liegt in der zweiten Oktoberhälfte.
Adulte Hirsche entwickeln in dieser Zeit mehrere Sekundäre Geschlechtsmerkmale. Der Halsumfang nimmt zu, der Penisschaft ist ausgestülpt und abgesonderte Sekrete färben den Pinsel und die Leisten dunkel. Die Hirsche riechen für den Menschen in dieser Zeit stechend scharf.
Das Brunftgeschehen setzt sich fort, solange sich paarungsbereite Damtiere an den Brunftplätzen einstellen. Die Hirsche äsen während der Brunftzeit kaum und verlieren in dieser Zeit deutlich an Gewicht. Das Brunftgeschehen endet in der Regel sehr abrupt und ist in Mitteleuropa in der ersten Novemberwoche weitgehend abgeschlossen.
Einjährige Hirsche sind zwar bereits zeugungsfähig, sie bleiben in freier Wildbahn jedoch ebenso wie alle zweijährigen und weitgehend auch dreijährigen Hirsche von der Brunft und damit der Fortpflanzung ausgeschlossen, da es ihnen nicht gelingt, neben den älteren Damhirschen einen Brunftplatz zu besetzen.

#### Brunftrufe
Die Brunftschreie des Damhirsches sind an Modulations- und Ausdrucksfähigkeit nicht mit dem des Rothirsches zu vergleichen; Damhirsche rufen höher, eintöniger und grunzender. Es rufen sowohl liegende als auch stehende Hirsche, rufende Hirsche haben in der Regel ein Alter von mindestens drei Jahren. Von jüngeren Hirschen sind sie nur ausnahmsweise zu hören, bei ihnen ist die Tonlage der Rufe deutlich höher und die Sequenzen sind kürzer. Beim Rufen ist das Maul weit geöffnet, der einzelne kurze, nasal klingende Ruf dauert eine knappe Sekunde, der Rufabstand beträgt bis zu vier Sekunden. Röhrende Damhirsche heben bei jedem Schrei den Kopf an, das Geweih beschreibt dabei fast einen Viertelkreis nach hinten, die Voraugendrüsen sind beim Rufen weit geöffnet.
Die Rufe sind in der Regel nur abends und morgens zu vernehmen.
Die Anwesenheit von weiblichen Tieren hat keinen Einfluss auf die Rufaktivitäten der Hirsche. Vermutlich liegt die Funktion des Schreiens vornehmlich in der Bekanntmachung des eigenen Territoriums sowie der Mitteilung der Anwesenheit gegenüber den Weibchen.

#### Brunftverhalten
Es werden verschiedene Brunftverhalten beschrieben: Starke Hirsche behaupten gegenüber Nebenbuhlern einen Brunftplatz, an dem sie mehrere Brunftkuhlen mit den Vorderläufen und zum Teil auch unter Zuhilfenahme des Geweihs scharren. Solche Brunftkuhlen sind anfangs nur eine flache Vertiefung von wenigen Dezimetern durchmesser. Zu den typischen Verhaltensmerkmalen gehört das olfaktorische Markieren der Brunftkuhlen und der unmittelbaren Umgebung durch Urin und Drüsensekrete.
Alle vorbeiwechselnden Damhirsche kontrollieren diese Kuhlen und vergrößern sie. Liegen die Brunftkuhlen auf später regelmäßig genutzten Brunftplätzen, erreichen diese Brunftkuhlen häufig einen Durchmesser von mehr als zwei Metern.
Diese Brunftkuhlen sind als Territorien der Damhirsche zu sehen. Die Größe dieser Territorien können zwischen etwa 100 und mehr als 10.000 Quadratmetern schwanken.
In Extremfällen sind die individuellen Brunftterritorien nur fünf oder zehn Meter breit und zwischen fünf bis fünfundzwanzig individuelle Brunftterritorien grenzen unmittelbar aneinander.
Dieses Buhlen von mehreren, auf eine kleine Stelle begrenzte Stelle wird auch als Lekking bezeichnet und kommt bei Vögeln deutlich häufiger vor als bei Säugetieren.

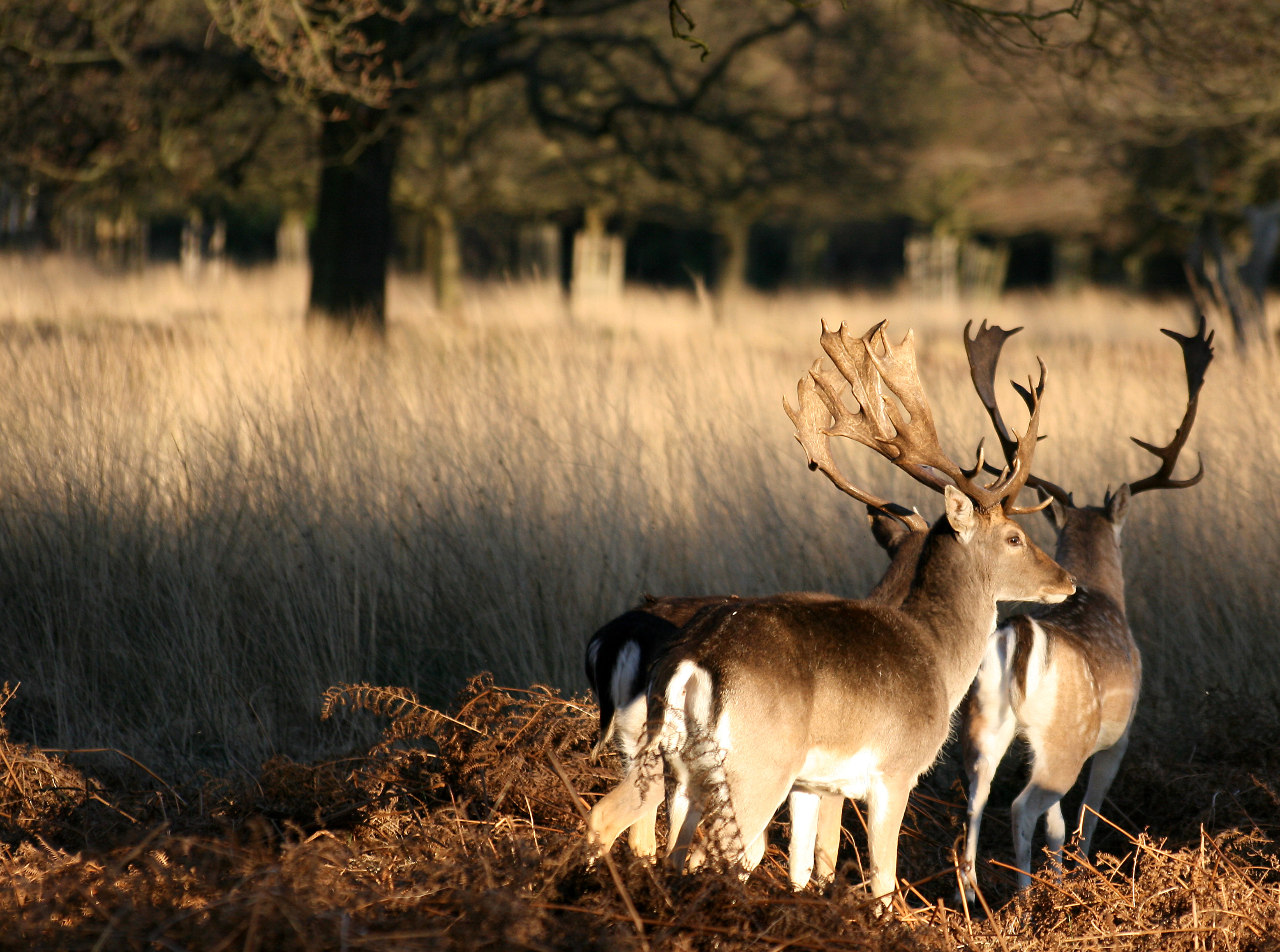
Gruppe von drei Hirschen im Richmond Park, London

Auseinandersetzungen mit anderen Männchen werden häufig allein durch Imponiergehabe ausgetragen, Kämpfe zwischen zwei gleich starken Männchen kommen aber regelmäßig vor. Dem Kampf geht eine ritualisierte Verhaltenssequenz voraus, bei dem die Hirsche zu Beginn unter anderem in einem Abstand von fünf bis zehn Meter parallel zueinander schreiten, dabei ist der Kopf leicht so gedreht, dass sie die Reaktion des anderen Hirsches beobachten können. Sie werfen sich dann mit einer Vierteldrehung so herum, dass die Geweihe frontal aufeinander treffen. Der Kampf ist ein frontaler Schiebekampf, bei dem die beiden Damhirsche sich zunächst gegeneinander anstemmen und dann wechselseitig mit ineinander verhaktem Geweih über den Kampfplatz schieben.
Auch wenn es sich bei dem Kampf grundsätzlich um einen Komment- und nicht einen Beschädigungskampf handelt, kommt es gelegentlich zu ernsthaften Verletzungen und sogar Tötungen.
Auf Grund des Aufbaus des Schaufelgeweihs mit den abgerundeten Schaufeloberseiten und der im Kopf-Hals-Bereich besonders dicken und zähen Haut sind ernsthafte Verletzungen jedoch sehr viel seltener als beim Rothirsch.
Die weiblichen Tiere suchen in kleinen Gruppen die Brunftplätze der stärksten Hirsche auf, werden aber nicht, wie beim Rotwild, vom Hirsch zu einem Rudel getrieben und am Verlassen des Brunftplatzes gehindert. Brunftiges weibliches Damwild hält sich nur ein bis zwei Tage auf den Brunftplätzen auf, um sich beschlagen zu lassen.
In vielen Populationen gehen drei Viertel aller später gesetzten Kälber auf weniger als zehn Prozent der adulten Hirsche zurück.
Einzelne Hirsche nutzen aber auch andere Verhaltensweisen, um zum Fortpflanzungserfolg zu kommen. Einige verteidigen einen Brunftplatz nur für kurze Zeit und gesellen sich dann zu dem Kahlwildrudel, das sich an seinem Brunftpflatz versammelt hat. Vor allem in Populationen, in denen nur wenige gleich starke Hirsche vorkommen, bilden Damhirsche gelegentlich große, gemischte Rudel. Der stärkste Hirsch versucht das Rudel zu dominieren und sich damit das Recht zu sichern, die paarungsbereiten Damtiere zu decken.

### Paarung
Der Hirsch folgt einem paarungsbereiten Damtier langsam schreitend. Der Kopf ist dabei häufig zur Seite geneigt und er stößt mit seiner Schnauze immer wieder gegen die Flanken des Damtiers. Der eigentlichen Kopulation gehen häufig zwischen drei und zwanzig vergebliche Versuche voraus, das Damtier zu bespringen.
Die eigentliche Vereinigung dauert nur etwa zwei Sekunden. Danach zieht das Damtier mit gebogenen Rücken etwas nach vorne, der Hirsch lässt sich wieder fallen.
Die Damtiere sind nur für eine kurze Zeit paarungsbereit und nur ein kleiner Teil der Damtierpopulation paart sich während der Brunft mit mehr als einem Hirsch.

### Geburt und Entwicklung der Kälber

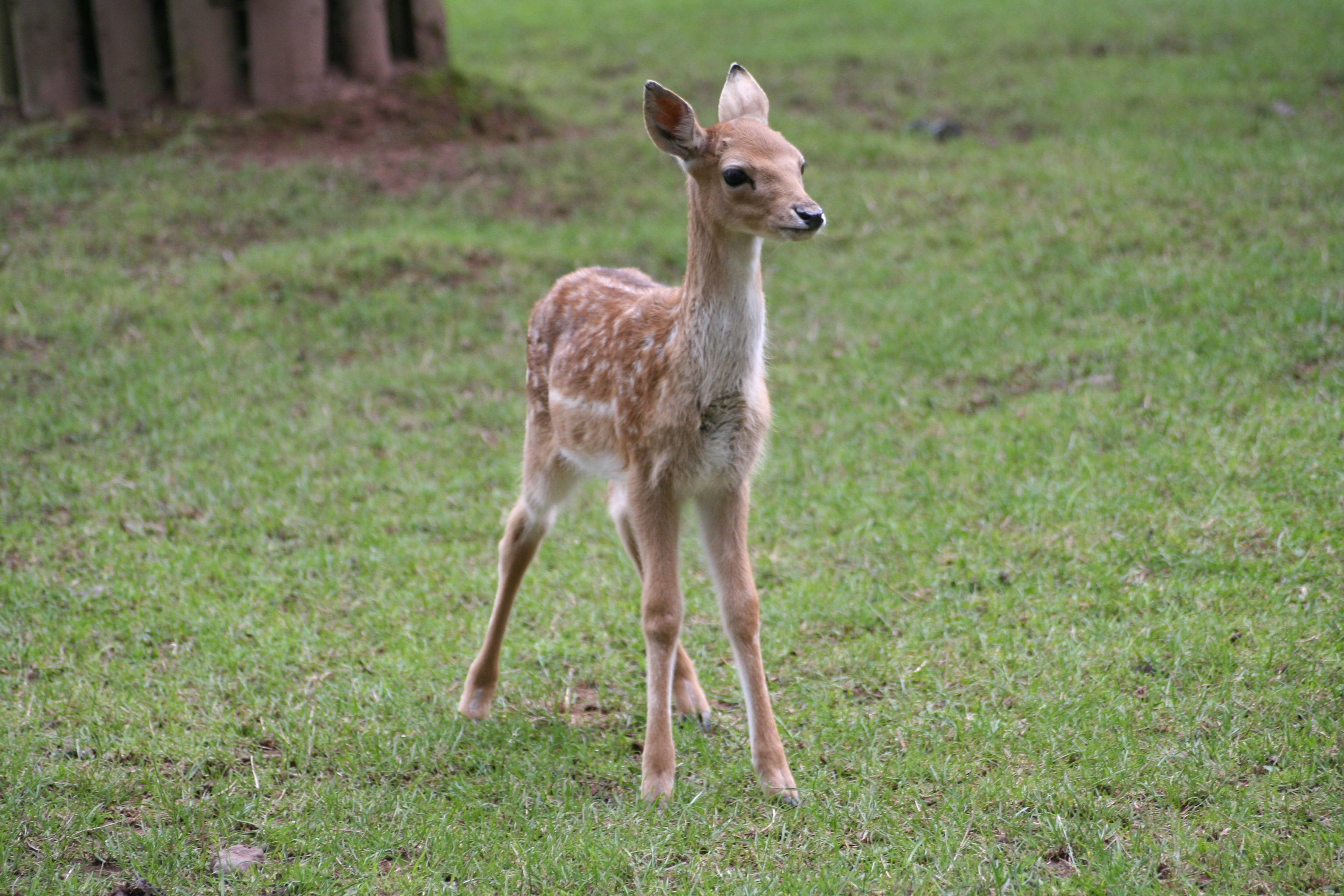
Kalb

Damtiere bringen im Alter von zwei Jahren erstmals ein Kalb zur Welt. Die Tragezeit der Damtiere beträgt 33 Wochen, die Setzzeit fällt in Mitteleuropa vor allem in den Monat Juni und liegt durchschnittlich etwa 14 Tage später als beim Rotwild. Auch wenn Zwillinge und Drillinge vorkommen, setzt das Damtier in der Regel nur ein Kalb.
In den einzelnen Populationen ist das Geschlechterverhältnis bei den neugeborenen Kälbern ausgewogen.
Kurz vor der Geburt suchen die Damtiere eine geschützte Stelle, während des Geburtsvorgangs liegen sie gewöhnlich. Das frisch geborene Kalb wird vom Muttertier trocken geleckt, etwa eine halbe Stunde bis eine Stunde nach der Geburt saugt das Kalb das erste Mal. Die Nachgeburt wird vom Muttertier gefressen, ebenso reinigt sie den Setzplatz von Blut und Embryonalhülle. Männliche Kälber wiegen bei der Geburt durchschnittlich 4,6 und weibliche 4,4 Kilogramm.
Kälber sind bereits 24 Stunden nach der Geburt in der Lage, über eine kurze Strecke zu flüchten. Sie suchen gewöhnlich nicht weit entfernt Schutz in der Deckung, wo sie in eingerollter Bauchlage sich an den Boden drücken. Die Fleckung ihres Fells wirkt dabei tarnend, da sie sich dadurch optisch gegenüber ihrer Umgebung auflösen (sogenannte Somatolyse). Während dieser Phase kehrt das Muttertier fünf bis sechs Mal am Tag zu ihrem in Deckung liegenden Kalb zurück, um es zu säugen. Die Milch der Damtiere hat einen Fettgehalt von 10,8 Prozent. Im Vergleich dazu hat Kuhmilch einen durchschnittlichen Fettgehalt von 3,5; Rehwild von 6,7 und Rotwild von 9,2 Prozent Fett.
Bei einigen Damtieren versiegt die Milch im Oktober und November, bei anderen im Dezember und Januar und andere Damtiere säugen ihren Nachwuchs bis ins Frühjahr.
Junges Damwild schließt sich schon ab einem Alter von zwei Wochen kurzfristig zu Jugendgruppen zusammen, die jedoch immer in der Nähe der Muttertiere bleiben. In spielerischeren Handlungen trainieren Damkälber in diesen Jugendgruppen die Verhalten, die für ihr Überleben und ihre Fortpflanzung wichtig sind. Mit Kopfstoßen und Stirnreiben werden Elemente des Kontaktverhaltens geübt, durch kurzes Aufreiten solche des Sexualverhaltens.
Kälber laufen häufig auch spontan in oft engen Kurven, die gemischt sind mit raumgreifender Fluchten und Prellsprüngen. In völlig ungestörten Rudeln schließen sich auch ältere Tiere kurzfristig dem Spielen der Kälber an. Bei den männlichen Tieren entwickeln sich aus dem spielerischen Stirnstemmen die Scheinkämpfe der ein- und zweijährigen Damhirsche als Vorstufe der ernsthaften Auseinandersetzungen älterer Hirsche.
Die Kälber beginnen ihre charakteristische Kälberzeichnung etwa ab Anfang August zu verlieren, zu Beginn des Oktobers ist sie vollständig verschwunden.
Die Körpermasse der Kälber erreicht im November/Dezember mit knapp 19 Kilogramm das Gewichtsmaximum des ersten Lebensjahres. Ab Januar tritt ein Absinken der Körpermasse auf.
Dieser Wachstumsstillstand wird von körpereigenen Hormonen – Prolaktin, Testosteron, Oestradiol und Thyroxin – reguliert. Ungeklärt ist noch, ob die Änderung der Hormonsekretion zu einer verminderten Futteraufnahme führt oder ob die geringere Nahrungsmenge auslösend auf die Stoffwechselvorgänge wirkt. In wildlebenden Populationen steigt das Gewicht der Kälber erst ab März und April wieder, wenn das Tageslicht zunimmt, die Umgebungstemperatur ansteigt und zunehmend mehr Äsung zur Verfügung steht.
Gegen Ende des zweiten Lebensjahres ist bereits ein Gewichtsunterschied von fast 20 Prozent zwischen den beiden Geschlechtern feststellbar. Damtiere erreichen die Endwerte ihrer Körpermasse mit vier Jahren, die Körpermasse bei den Hirschen dagegen nimmt noch bis in ein Alter von fünf beziehungsweise sechs Jahren zu und stagniert dann.

## Lebenserwartung
Den Höhepunkt ihrer körperlichen Entwicklung erreichen männliche Damhirsche etwa in einem Alter von acht Jahren, danach beginnt sich das Geweih wieder zurückzuentwickeln. Das älteste bekannte Damtier lebte bis in ein Alter von 32 Jahren und setzte sein letztes Kalb im Alter von 27 Jahren.
Im Durchschnitt erreicht nicht bejagtes Damwild vermutlich ein Lebensalter von 15 bis 20 Jahren.
Die Altersbestimmung von Damhirschen ist bei Feldbeobachtung schwierig, lediglich Kälber sind an ihrer geringen Größe leicht zu bestimmen. Schmaltiere sind in der Regel etwas kleiner als Alttiere, ältere Damtiere haben gewöhnlich einen dürren Hals, wirken hängebauchiger und haben manchmal einen etwas durchhängenden Rücken.
Bei den männlichen Tieren lassen sich anhand der Geweihentwicklung die jüngeren Tiere gut erkennen, spätestens ab dem vierten Lebensjahr ist dies jedoch nicht mehr möglich. Auch hier liefern Körper- und Verhaltensmerkmale Hinweise auf das Lebensalter. Mittelalte Hirsche haben einen breiteren und dunkleren Kopf als junge Hirsche, der Hals wirkt kräftiger, der Widerrist tritt stärker hervor. Ältere Hirsche wirken kurzläufig, weil bei ihnen der Rumpf massig und schwer geworden ist. Sie haben außerdem einen ausgesprochenen Widerrist. Sie leben häufig einzelgängerisch und kommen in der Regel nie in Trupps mit mehr als vier Tieren vor.

## Mortalitätsursachen

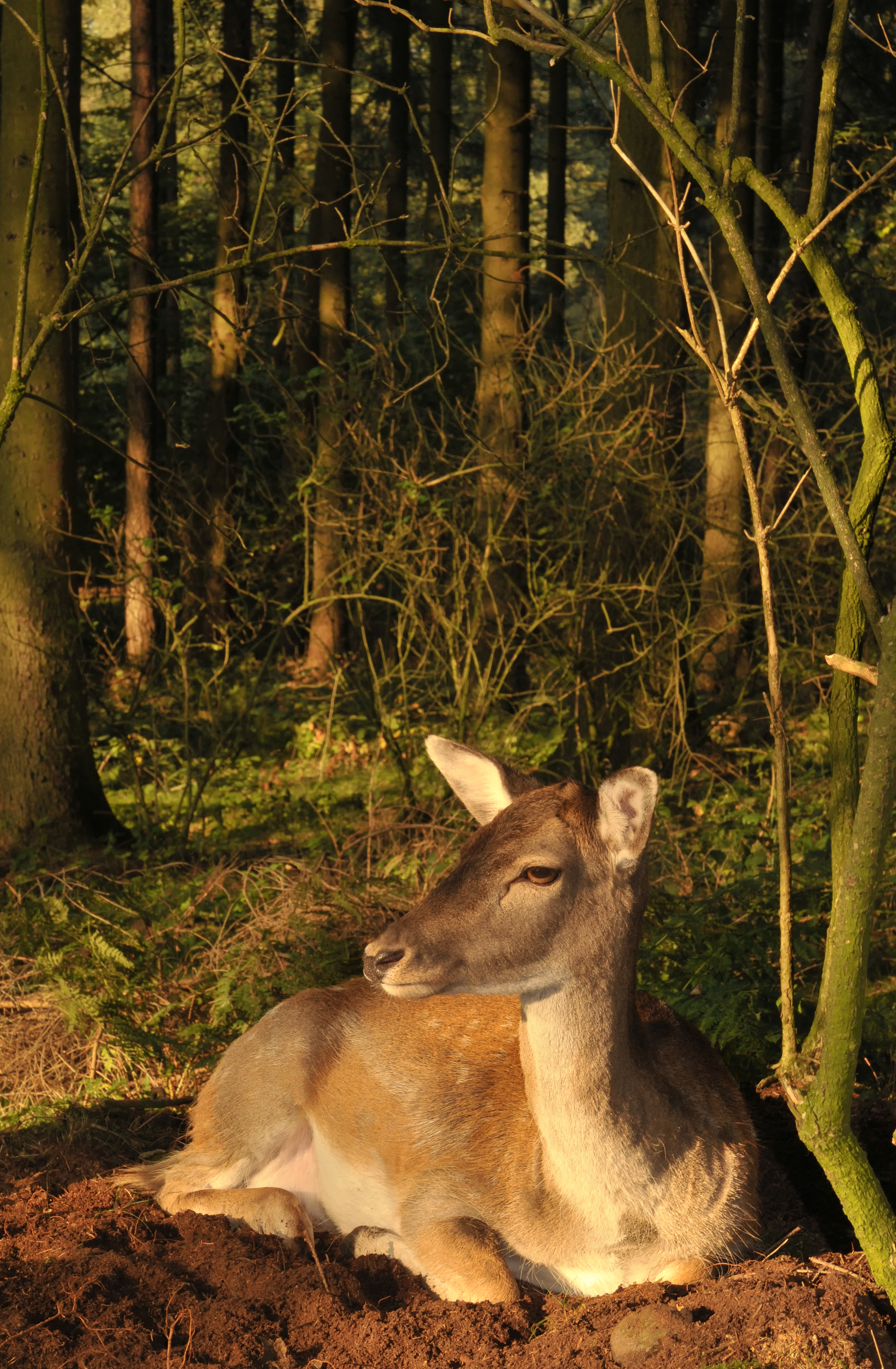
Ruhendes Kahlwild

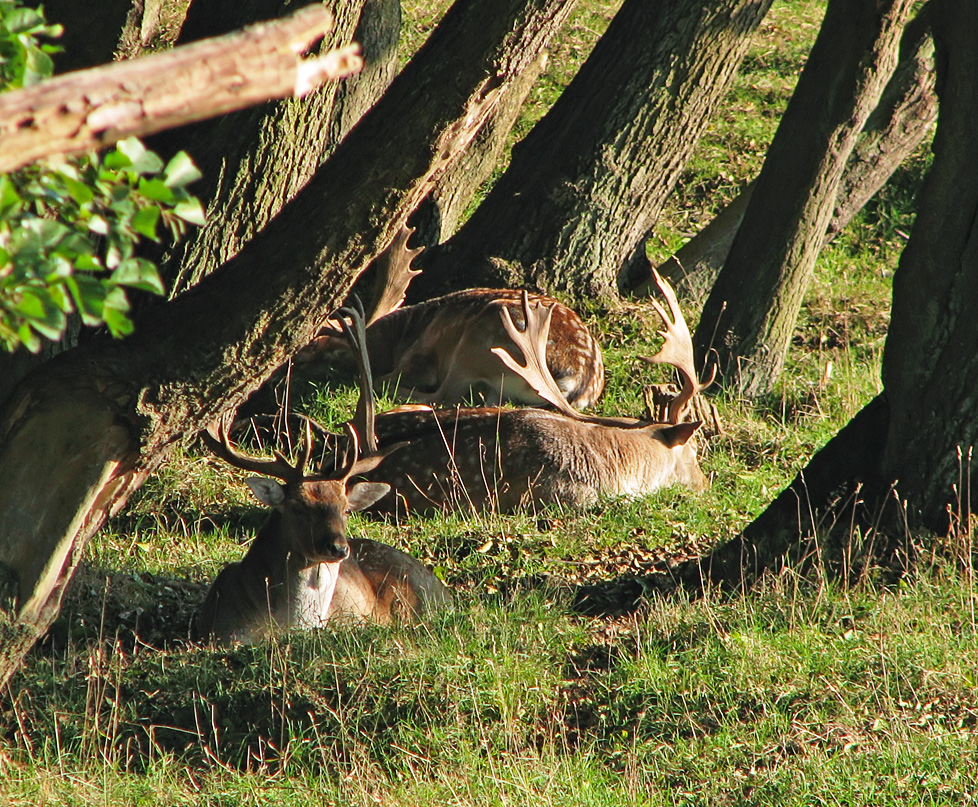
Ruhende Damhirsche

Damwild gilt als eine sehr robuste Wildart, deren Bestände unter mitteleuropäischen Bedingungen fast ausschließlich durch die Bejagung begrenzt wird. Klimatische Faktoren spielen nur im Grenzbereich ihres Verbreitungsgebietes eine Rolle.
Frost und Schnee wirken sich dann aus, wenn sie über längere Zeit zu erheblicher Nahrungsverknappung führen. In Mitteleuropa sind Winter nur in Einzelfällen so streng, dass sie Auswirkungen auf den Bestand haben. So führten die strengen Winter 1962/63 und 1978/79 zwar in Norddeutschland zu erheblichen Rückgängen beim Rehwildbestand, der Damwildbestand war davon jedoch kaum berührt.
Die Mortalitätsrate von Damhirschen ist während der ersten Lebensmonate am höchsten, verglichen mit der von Reh- und Sikawild ist sie allerdings niedrig. Durchschnittlich stirbt während der ersten Lebensmonate eines von zehn Damkälbern,
beim Rehwild dagegen zwischen drei und fünf von zehn Kitzen.
In Mitteleuropa ist der Rotfuchs ein potentieller Fressfeind der neugeborenen Kälber. Auf Grund des schon frühzeitig einsetzenden Fluchtverhaltens hat der Fuchs aber keinen wesentlichen Einfluss auf die Vermehrungsrate des Damhirsches. Neben dem Fuchs töten und fressen auch Kolkraben und Wildschweine frisch gesetzte Kälber. Diesen Fressfeinden kommt gleichfalls keine hohe Bedeutung zu. Wolf und Luchs sind im größten Teil des Verbreitungsgebietes des Damwildes zu selten, um bestandsregulierend zu wirken. Die Anwesenheit von Wölfen hat im Baltikum jedoch eine dauerhafte Einbürgerung verhindert und ist in Rumänien der bedeutendste natürliche Bestandregulator.
Wildernde Haushunde stellen dagegen eine bedeutendere Gefahr dar und machen zwischen vier und elf Prozent der Todesfälle aus.
Auf Verkehrsunfälle gehen etwa die Hälfte der Todesfälle zurück.
Zwei Verhaltenseigenarten des Damwildes führen ebenfalls zu Verlusten: Besonders jüngere Hirsche neigen dazu, mit dem Geweih an Weidezäunen, herumliegende Netz-, Bindegarn und Drahtreste zu schlagen und verfangen sich gelegentlich mit den Geweihstangen darin. Im günstigsten Fall tragen sie bis zum nächsten Geweihabwurf ein Draht- oder Garnknäuel am Geweih. Gelegentlich verfangen sie sich aber so, dass sie sich nicht wieder befreien können und dann umkommen.
Damhirsche fressen außerdem gerne in der Landschaft herumliegende Kunststoffteile wie Silofolienreste, Plastiktüten, Bindegarne und Schnüre. Bei Pansenanalysen hat man in 3,2 % (WFG Nedlitz und Serrahn) bis 38,1 % (WFG Hakel) aller Pansen solche Fremdkörper gefunden. Sie können den Durchgang des Magen-Darm-Kanals unterbinden und führen so zum Tod des Tieres.
Damhirsche können an Tollwut erkranken. An Tollwut erkrankte Damhirsche fallen durch unnatürliches Verhalten und/oder Bewegungsstörungen auf. Milzbrand hat früher bei überhöhten Beständen zu Massenverlust geführt; der Tod tritt bei einem an Milzbrand erkrankten Damhirsch in der Regel nach ein bis drei Tagen ein.
Zu den bakteriellen Erkrankungen, die ebenfalls in freier Wildbahn gelegentlich auftreten, gehört die Tuberkulose, dabei handelt es sich meist um den Rindertypus. Damhirsche werden unter anderem durch Saugwürmer wie den Großen und dem Kleinen Leberegel, Bandwürmer und Nematoden befallen. Nematoden haben als Parasit die größte Bedeutung für das Damwild.
Der Befall mit Lungenwürmern wie dem Großen Lungenwurm verläuft gewöhnlich gutartig. Zum Tod kommt es hierbei meist erst, wenn der Organismus durch andere Ursachen zusätzlich geschwächt ist.

## Stammesgeschichte

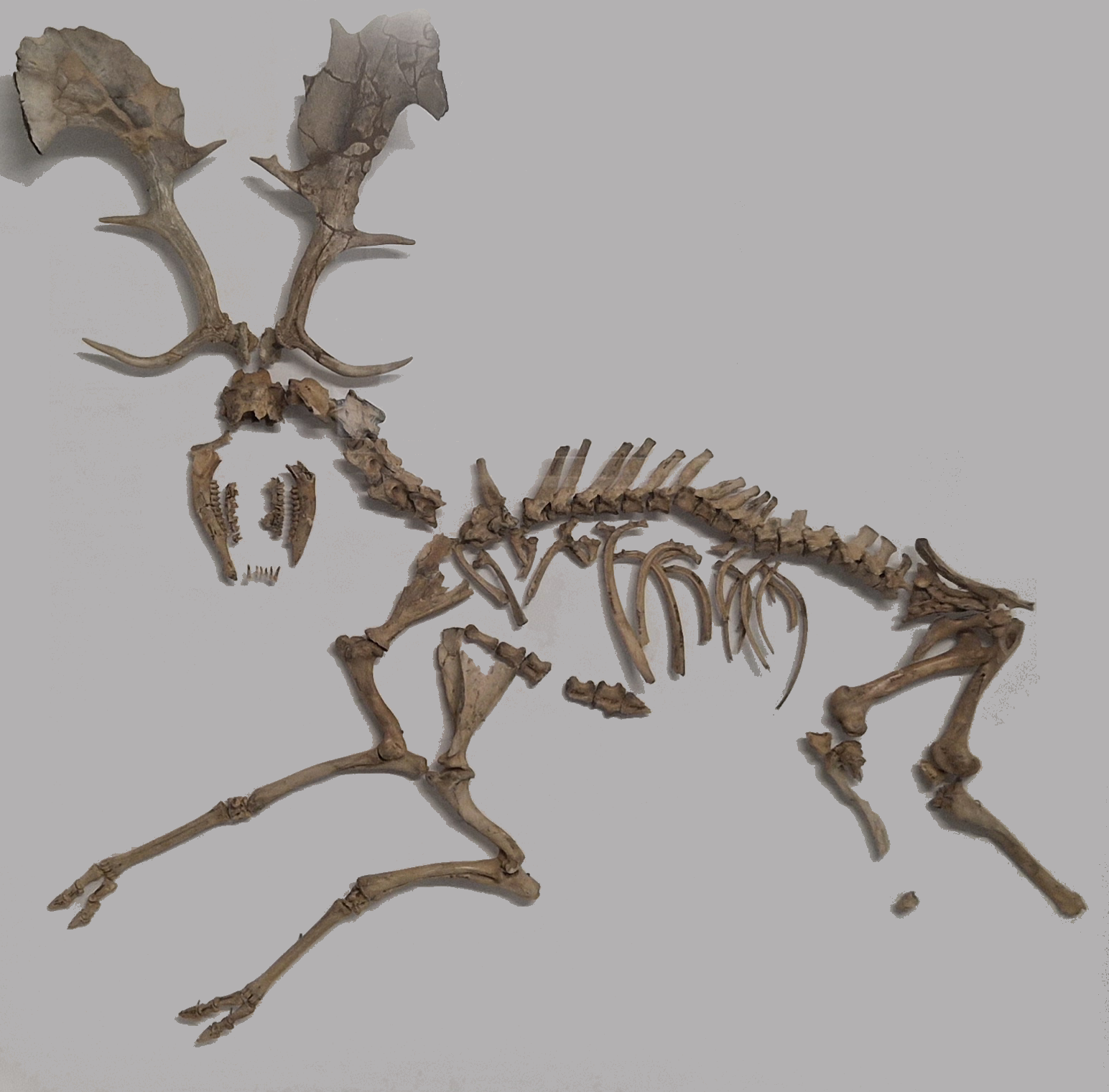
Skelett von Dama geiselana aus dem Geiseltal

Aus dem Pliozän und Pleistozän Eurasiens ist eine Anzahl mittelgroßer fossiler Hirsche beschrieben worden, die von verschiedenen Autoren den Gattungen Axis, Cervus, Dama und Pseudodama zugeschrieben wurden, unter diesen ist auch die zu den rezenten Damhirschen führende Linie anzunehmen. Die Gattung Dama ist in Europa seit dem späten Pliozän mit der Art Dama rhenana nachweisbar, von der Funde aus dem Rheinland (Tegelen), aus Frankreich und aus Griechenland vorliegen. Diese Art besaß ein dreispitziges Geweih ohne Schaufelbildung. Den alt- bis mittelpleistozänen Dama nestii und Dama roberti werden Funde aus Italien, Frankreich und Großbritannien zugeordnet. Bei ersterer Form wies das Geweih vier Enden auf, bei letzterer möglicherweise nur zwei, jedoch war der obere Abschnitt markant abgeplattet. Noch im späten Mittelpleistozän trat mit Dama celiae auf der Iberischen Halbinsel eine Art mit ebenfalls zweiendigem Geweih auf. Sie bildet den vorläufigen Abschluss einer Entwicklungslinie, die parallel zu den Damhirschen mit schaufelartigen Geweihen verlief. Vertreter mit einem derartig strukturierten Geweih analog zu den rezenten Formen erscheinen eindeutig im späten Mittelpleistozän in England (Clacton-on-Sea) mit der Art Dama clactoniana, könnten mit Dama pontica aus der Taurida-Höhle auf der Halbinsel Krim aber schon im Altpleistozän bestanden haben. Funde aus dem Geiseltal (Sachsen-Anhalt), die ins Eem oder ein Saale-eiszeitliches Interglazial gestellt werden und wenigstens 80, zum Teil vollständige Skelette einschließen, werden der Art Dama geiselana zugewiesen (ursprünglich als Unterart des eigentlichen Damhirschs eingeführt). Die Tiere lebten dort am Rande eines Sees und starben vermutlich durch Vergiftung bei einer periodisch auftretenden Blüte von Cyanobakterien im Wasser. Diese, wie alle fossilen Arten, sind ausschließlich in warmzeitlichen Sedimenten zu finden, sie verschwinden in Mittel- und Nordeuropa in den Kaltzeiten, überleben aber in Süditalien, Sizilien, dem Balkan und Anatolien. Die meisten  Arten erreichten deutlich größere Körpergrößen als rezente Damhirsche.
Auf den Mittelmeerinseln Sizilien und Malta lebte im Pleistozän die Zwergform Dama carburangelensis.

## Damhirsche und Mensch

### Gatterhaltung

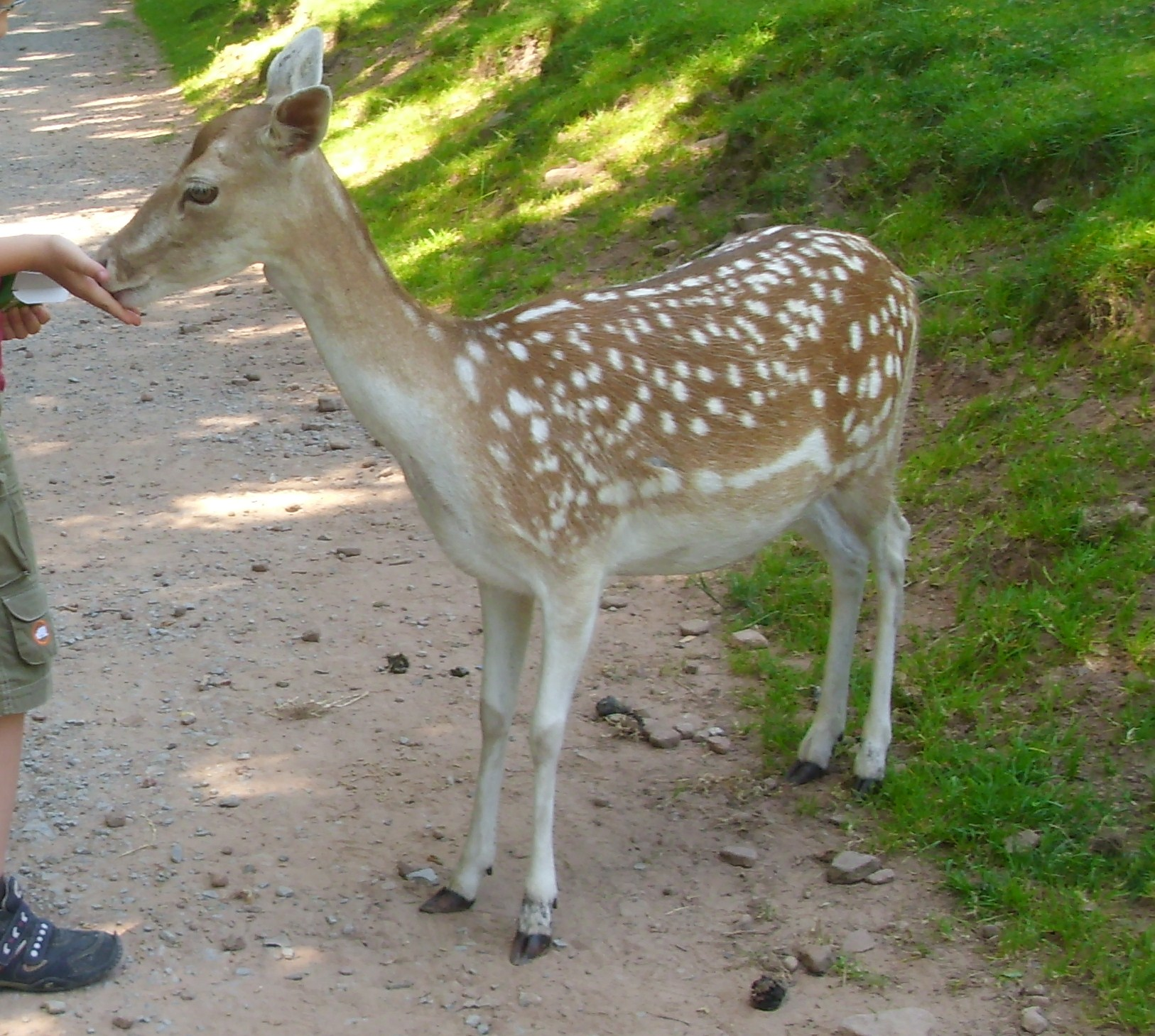
Füttern von Damwild in einem Tierpark

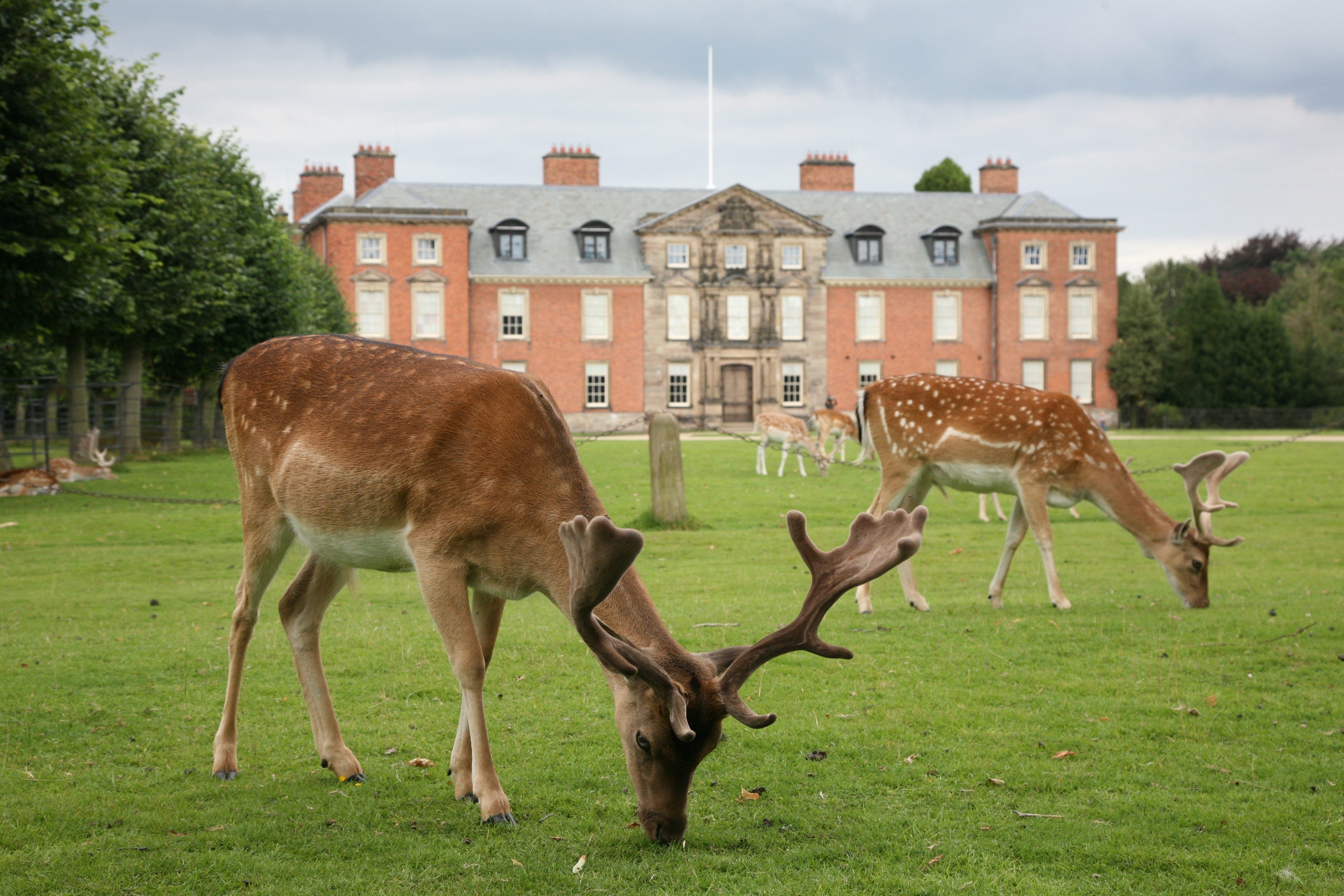
Damhirsche in einem britischen Schlosspark

Damhirsche gelten für eine Gehegehaltung als sehr geeignet, da sie genügsam sind, gegenüber Menschen vertraut werden und untereinander ein weitgehend verträgliches Verhalten zeigen. Damhirsche werden deshalb häufig in Parks gehalten, die für Besucher ganzjährig zugänglich sind. Dabei wird es gelegentlich zusammen mit anderen Tierarten wie beispielsweise Mufflons gehalten. Wenn die Tiere von Besuchern gefüttert werden, kommt es gelegentlich zu Angriffen von Damhirschen auf Menschen. Dieses aggressive Verhalten ist fast ausschließlich auf Futterneid zurückzuführen. Meist stoßen die Hirsche mit dem Geweih nach dem Fütternden, um mehr Futter einzufordern.
Ein prominentes Beispiel sind die Amsterdamse Waterleidingduinen, ein durch Zäune abgegrenztes Dünengebiet südlich von Zandvoort, das zur Wassergewinnung für Amsterdam ausgebaut ist. Dort besteht eine hohe Wahrscheinlichkeit, Damwild zu entdecken, denn die Dünenlandschaft weist den größten Damwildbestand in den Niederlanden auf. 
Neben einer Haltung in Schaugehegen wird Damwild auch nutztierartig gehalten. Auf solchen Hirschfarmen mit intensivem Weidemanagement und ganzjähriger Zufütterung werden zwischen 10 und 20 Damhirsche je Hektar gehalten.
Diese Haltung dient primär der Gewinnung von Wildbret. Daneben gibt es auch Absatzmärkte für die Basthaut, die das heranwachsende Geweih überzieht. Auf dem Gebiet der Bundesrepublik Deutschland gelten zur Fleischproduktion gehaltene Tiere nicht als landwirtschaftliches Nutztier, sondern als gefangenes, wildes Tier.
Die landwirtschaftliche Berechnungseinheit Produktionseinheit Damwild (PED) entspricht in der gebräuchlicheren Großvieheinheit 0,165 Einheiten. Eine PED setzt sich aus einem weiblichen Alttier und der rechnerisch durchschnittlichen Anzahl an Nachwuchs und männlichen Hirschen zusammen.
Wirtschaftliche Bedeutung hat die Damhirschhaltung vor allem in Neuseeland. Obwohl ihr Wildbret als dem des Rothirsches überlegen gilt, werden sie seltener als Rothirsche gehalten
Ihr Bast hat einen geringeren Wert als der von Rothirschen, sie sind flüchtiger als diese, anfälliger für Ekzeme und die Schlachtkosten sind höher. Zu Beginn des 21. Jahrhunderts wurden jährlich etwa 8.000 Tiere geschlachtet, was etwa einem Prozent des jährlichen Wildfleischexports Neuseelands entspricht.

### Wildschäden

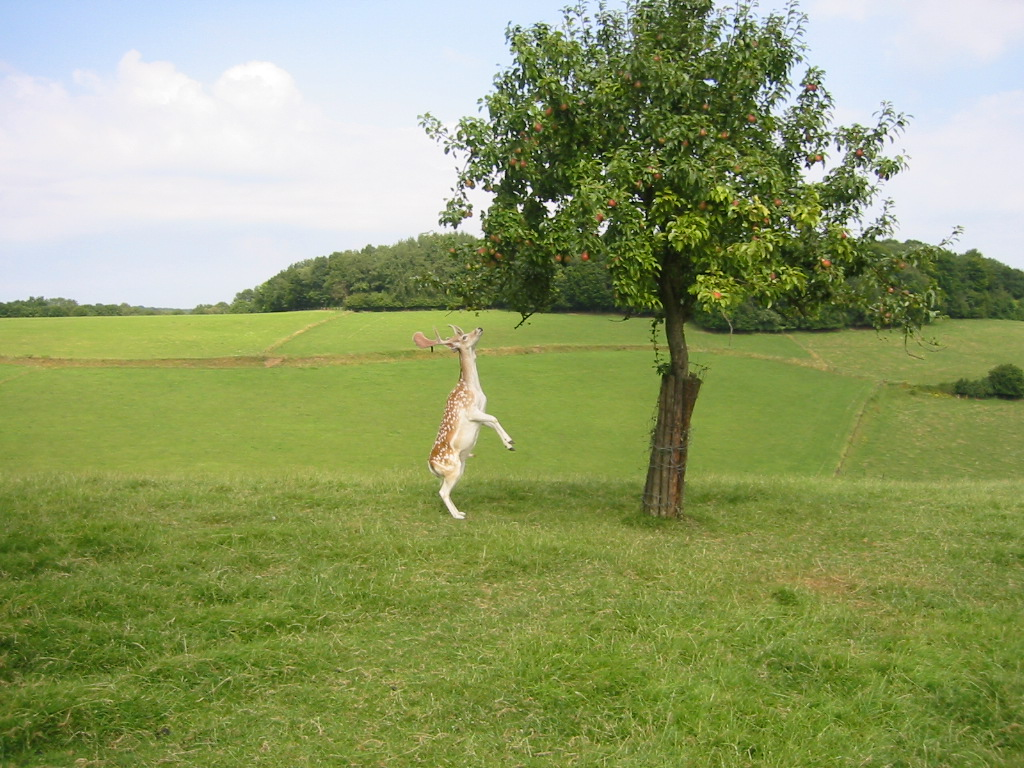
Damhirsch, der versucht, an das Laub eines Baumes zu gelangen

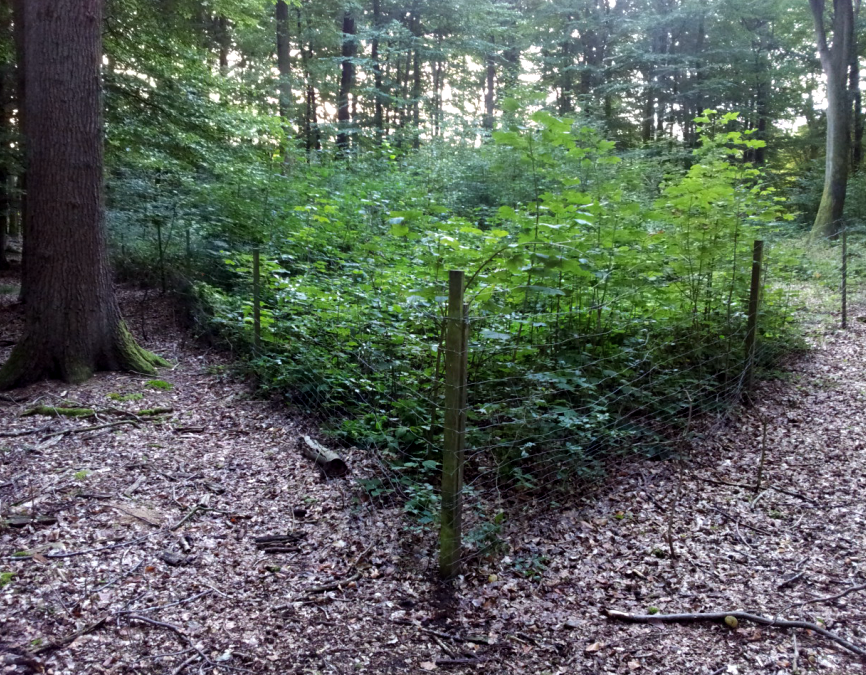
Weiserfläche zur Beurteilung des Wildeinflusses auf die Naturverjüngung – man beachte das Fehlen von Verjüngung außerhalb des Zaunes

Damwild verursacht Verbiss-, Schäl- und Fegeschäden an Wald- und Feldkulturen, Gartengewächsen, Obstbäumen und anderen Anbauten.
Damhirsche fressen beispielsweise Blumen sehr gerne: Sie äsen Stiefmütterchen noch in der Blütezeit und zeigen eine besondere Vorliebe für Rosenknospen.
Sie können daher erhebliche Schäden anrichten, wenn sie in Gärtnereien eindringen. Fegeschäden entstehen, wenn Damhirsche während der Brunft einzelne Jungbäume oder herabhängende Randäste älterer Bäume mit ihrem Geweih fegen. Damhirsche bevorzugen zum Fegen die im Revier selteneren Baumarten wie beispielsweise Fichten und Wacholder in Kieferngebieten oder Lärchen und Douglasien in Laubwaldrevieren.
Generell lassen sich Verbiss- und Fegeschäden an den verschiedenen Kulturen nicht eindeutig dem Damwild zuordnen, da auch Reh- und Rotwild solches verursacht. Eine der wesentlichen Maßnahmen zur Verringerung solcher Schäden ist eine geringe Wilddichte und eine Verbesserung des natürlichen Äsungsangebotes.
Auch die Fütterung in Zeiten mit geringem Äsungsangebot gehört zu den Maßnahmen, um Wildschäden gering zu halten.
Damwild ist darüber hinaus die Wildart, die im Straßenverkehr besonders häufig Unfälle verursacht. Für Autofahrer stellt Damwild die gefährlichste Schalenwildart dar.
Zur Verhütung von Verkehrsunfällen greifen die Maßnahmen, die in vielen europäischen Ländern auch wegen anderer Wildarten ergriffen werden. Die höchsten Verluste treten dabei in der Brunftzeit auf, das heißt in den Monaten Oktober und November. Meist sind es die Männchen, die in der Brunftzeit die Straßen ohne Vorsicht überqueren. Weil Damwild auch tagaktiv ist, wird es besonders häufig am Tag überfahren.
Als effektivste Schutzmaßnahmen gilt die Errichtung von Zäunen an vielbefahrenen Straßen.
Die Einrichtung von Wildsperrzäunen isoliert Populationen allerdings voneinander. Daher sollen gleichzeitig Über- oder Unterführungen vorhanden sein, die Dam- und anderem Wild einen Wechsel erlauben. Als besonders effektiv gelten die Grünbrücken, die an traditionellen Wildwechseln errichtet werden. Sie sind allerdings besonders teuer in der Erstellung. Damwild nimmt aber besonders gut auch sogenannte Wildtunnel an.

### Damhirsche als Jagdwild

#### Frühgeschichte und Antike – Opfertier

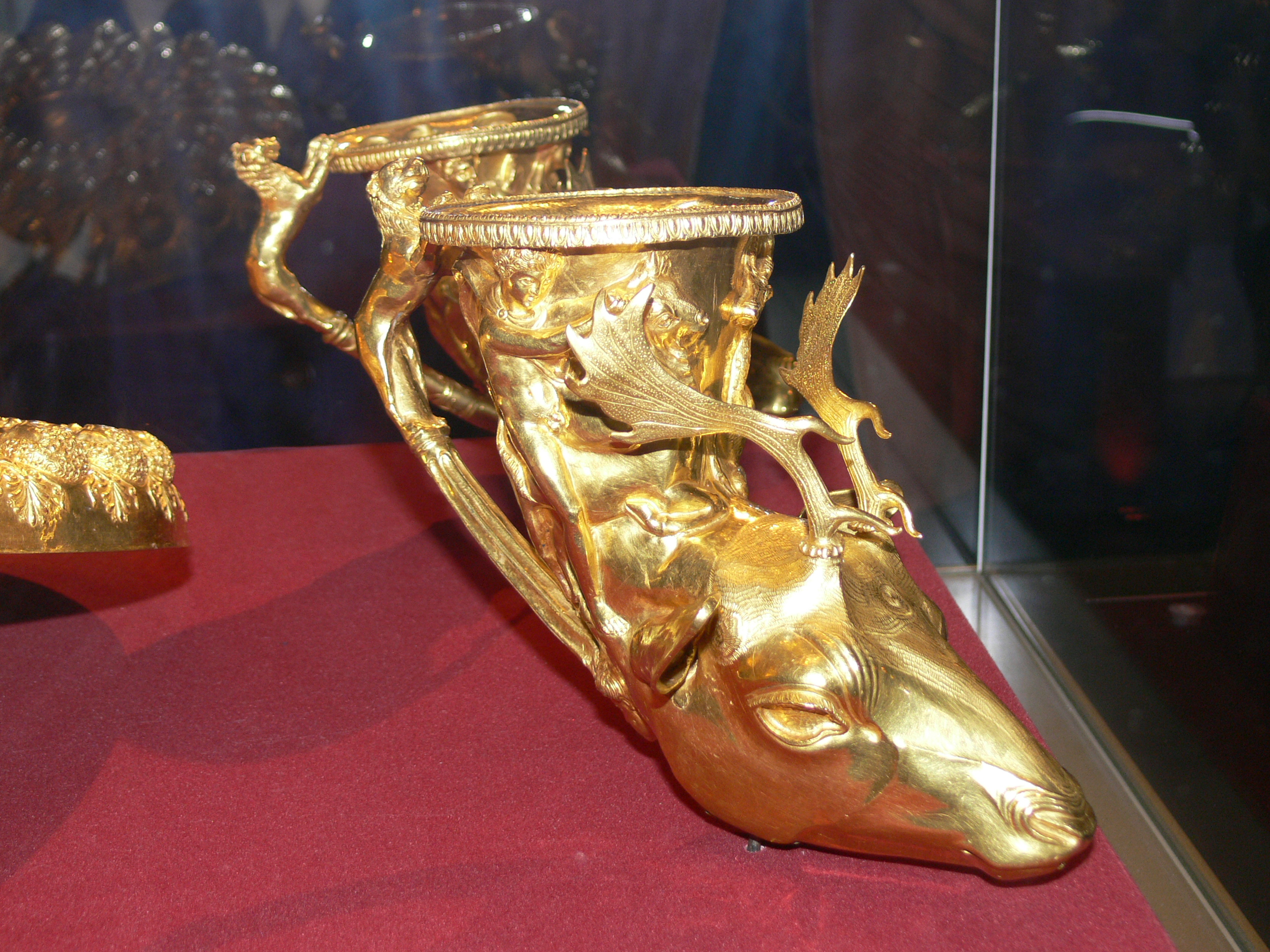
Thrakischer Rhyton aus dem Goldschatz von Panagjurischte

In Südeuropa wurde der Damhirsch bereits von stein- und bronzezeitlichen Menschen bejagt. So findet sich unter anderem ein hoher Anteil von Damwildknochen im Fundmaterial einiger Siedlungen aus dieser Zeit im südlichen Balkan. Auch aus dem Raum der heutigen Türkei finden sich auf hethitischen Darstellungen aus dem 2. Jahrtausend v. Chr. Hirschdarstellungen, die als Damhirsch interpretiert werden können.
Das gefleckte Fell des Damhirsches wurde als Widerspiegelung des Sternenhimmels angesehen. Bei den Phöniziern war der Damhirsch deswegen das bevorzugte Opfertier im Kult um den Gott Baal-Hammon. Bei den Griechen wurden Damhirsche bevorzugt der Göttin Artemis gewidmet. Um Damhirsche ständig verfügbar zu halten, begann sehr früh eine Haltung in speziellen Gehegen. Die phönizische und griechische Kolonisation im Mittelmeerraum führte zwischen dem 11. und 6. Jahrhundert dafür, dass der Damhirsch wieder in den Küstenregionen des heutigen Marseilles, im Gebiet von Karthago und Spanien eingeführt wurde, in denen der Damhirsch in freier Wildbahn vermutlich ausgestorben war.
Wie groß die Rolle des Damwilds im Kult um die römische Göttin Diana war, ist nicht abschließend geklärt. Damhirsche wurden jedoch während der starken Ausdehnung des Imperium Romanum zwischen dem 1. Jahrhundert v. Chr. und dem 3. Jahrhundert n. Chr. im gesamten römischen Herrschaftsbereich eingeführt, wie Knochenfunde aus Ausgrabungen unter anderem in der Schweiz, Süddeutschland, England und Ungarn zeigen.

#### Jagd heute
Die heutige Verbreitung des Damwilds in Europa ist auf seine Einführung als Jagdwild zurückzuführen. Ähnlich wie das Rotwild eignet Damwild sich für die Parforcejagd. Diese Form der Jagd, bei der das Wild mit Pferden und Hundemeute gehetzt wird, ist seit 1934 in Deutschland verboten. In Großbritannien wurde eine Parforcejagd auf Damwild das letzte Mal 1997 im New Forest durchgeführt.
Der Damhirsch besitzt in Mitteleuropa heute kaum noch natürliche Feinde. Um ein unkontrolliertes Ansteigen der Populationen zu verhindern, ist daher die Zuwachsrate des Bestandes von wesentlicher Bedeutung. Sobald der Bestand die gewünschte Höhe erreicht hat, muss jährlich so viel Damwild geschossen werden, dass eine Überpopulation verhindert wird. Gewöhnlich werden daher zwischen 20 und 35 Prozent des Bestands erlegt.
Geschossen wird heute je zur Hälfte männliches und weibliches Damwild. Es unterliegt Schonzeiten, die sich an den Setzzeiten des Wildes orientieren, aber je nach Staat und/oder Bundesland leicht voneinander abweichen können. In der Regel wird Damwild im Zeitraum von September bis Ende Januar bejagt, Kälber und Schmalspießer bis Ende Februar. Zweijährige Damhirsche können bereits ab Juli geschossen werden.
Bejagt wird das Damwild überwiegend bei der Einzeljagd. Jagdarten sind die Pirsch und die Ansitzjagd. Die Drückjagd gilt beim Damwild als weniger erfolgversprechend, da es anders als das Rotwild seine Wechsel nicht einhält. Die Bewertung der Trophäe erfolgt nach der CIC-Formel.

#### Bezeichnungen

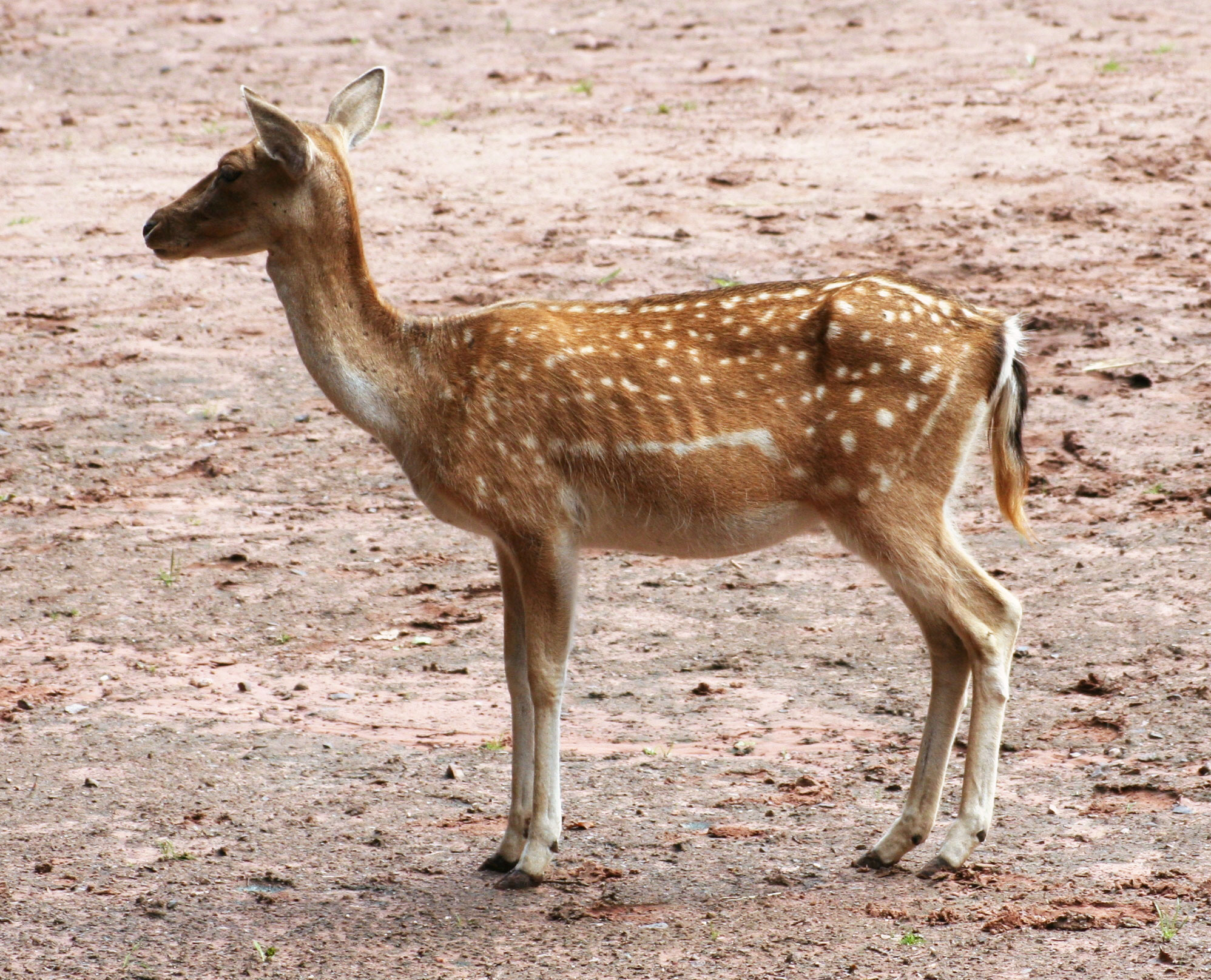
Weibchen im Sommerhaarkleid

Da das Damwild im deutschsprachigen Raum zu den häufiger bejagten Tierarten gehört,
hat sich eine umfangreiche jagdliche Fachsprache entwickelt, die durch die Belletristik teilweise Eingang in den allgemeinen Sprachgebrauch gefunden hat. Generell wird das männliche Tier als Damhirsch bezeichnet. Dabei wird schon im Namen das Alter der Hirsche unterschieden. So wird das Jungtier Hirschkalb genannt, der adulte einjährige Hirsch (Schmal-)Spießer, der vom 2. Kopf ist ein Knieper, vom 3. Kopf ein Löffler, gefolgt vom Halbschaufler, dem Vollschaufler und dem Kapitalschaufler. Mit der Bezeichnung Damhirsch wird regelmäßig auch die Art als solche bezeichnet.
Das adulte weibliche Tier wird gewöhnlich Damtier genannt, seltener auch Alttier oder Damalttier. In der Jägersprache wird auch nur die Bezeichnung Tier oder – nur im Plural – Kahlwild verwendet. Einjähriges weibliches Damwild wird wie bei Rotwild als Schmaltier bezeichnet. Jungtiere werden in ihrem ersten Lebensjahr als Kälber bezeichnet, wobei männliche Jungtiere Damhirschkälber und weibliche Damwildkälber genannt werden. Der Begriff Damspießer bezeichnet ein Männchen, dessen Geweih nur aus zwei nicht vereckten oder verbreiteten Stangen besteht. Solche Geweihe sind für Damhirsche vom 1. Kopf typisch, können aber auch bei älteren Hirschen auftreten. Weibliche Tiere im zweiten Lebensjahr werden Damschmaltier genannt.
Die übrigen Bezeichnungen sind dieselben wie beim Rothirsch. Die Beine werden als Läufe bezeichnet, der Eindruck eines Laufes auf dem Boden wird Tritt genannt, mehrere hintereinander stehende Tritte bilden eine Fährte. Die Begattungszeit Ende Oktober heißt Brunft, der Zeitraum, in dem die Kälber zur Welt kommen, wird Setzzeit genannt. Bringt ein Damtier ein Kalb zur Welt, spricht man daher von „setzen“. Das Haarkleid wird Decke genannt, der weiße beziehungsweise hell gefärbte Fleck um den After ist der sogenannte Spiegel.